# 香港科學館
香港科學館，簡稱科學館，是香港一所以科學為主題的博物館，位於九龍尖沙咀東，毗鄰香港歷史博物館，現由康樂及文化事務署管理。2005年全年，香港科學館參觀人數達92.7萬人次，是康文署轄下十多間博物館中，每年平均參觀人次最多的博物館。 到2015/16財務年度則接待多達1,124,887人次。 
香港科學館樓高4層（包括地下），共16個展區，佔地2.7萬平方米，樓面總面積為13500平方米，擁有約500件展品，覆蓋各不同種類之科學，其中約十分之一展品可供參觀者親自操作。而整個科學館大樓，是一個靈活的網絡結構。在館外，灰色的柱梁便是這個網絡中的結構性建築，粉红色的磚牆部分可以按需要而改建，使科學館在日後擴建或修改展覽場地時，毋須大幅更改結構。

## 館徽
香港科學館的館徽是以紅色等邊三角形蓋以反白半圓形，並有一紅點及橙色的筆畫組成的設計。三角形和圓形是數學上的基本圖案。反白的半圓形雖無外框，但人仍能將它分辨出來。這是生命科學中的有趣現象。這三角形及半圓形亦同時代表科學館頂部的圓錐體塔及半球形塔。
館徽上紅點和筆畫代表鎮館展品「能量穿梭機」的圓球和軌道。具動感的筆畫反映出科學館展品及活動蘊含的樂趣、衝激及啟發意義。
館徽展示出簡潔、鮮明及富時代的形像。穩重的三角形與反白的半圓形配上大筆一揮的氣勢，予人一種具吸引力的視覺動感。館徽同時亦反映出現代科學館的創新精神與創作藝術共冶一爐的特質。
現時科學館的館徽在2001年開始使用。

## 歷史
香港科學館早於1976年 由現時已解散的市政局計劃興建，並於1980年代完成進一步研究，選址九龍尖沙咀東。1985年6月，市政局主席張有興表示會在7月12日與香港總督商討科學館是否興建的問題，獲答允只能先興建科學館，再視財政狀況決定是否興建香港歷史博物館。1988年2月1日正式開始興建香港科學館，建築由巴馬丹拿公司負責設計，由禮頓建築承建，於1990年11月8日落成，並於1991年4月18日正式啟用，由時任香港總督衛奕信爵士主持揭幕儀式，總建築開支為3億4千萬。科學館同時獲得1990年香港建築師學會建築設計優異獎。
而與科學館一同興建、位於科學館西面的香港科學館休憩公園，因市政局興建香港歷史博物館新館而在1997年拆卸。科學館外的露天廣場原有的噴泉裝置亦在2001年時被改建為花糟。

## 各層展廳（常設展覽廳）及設施

### 能量穿梭機
能量穿梭機為香港科學館最大展品，更是現時世界上同類型展品中最大的一件。能量穿梭機位於展覽廳中央，高22米，並分甲塔、乙塔及接駁廊三個部分，軌道全長超過1.6公里。圆球经过其中最長的路線回到甲塔要90秒。能量穿梭機會利用約24個由合成纖維製成、重2.3公斤、直徑19厘米的紅色圓球（啟用初期，圓球的顏色為紅、藍、綠），由中央電腦控制的開關裝置及軌道選擇裝置將圓球有系統地送往不同軌道滾動，並令各種樂器產生各種不同的聲音、霓虹燈及部份設施的移動，表達出勢能轉化為動能、聲能及光能。能量穿梭機只會於特定時間運行。能量太空梭由美國公司West Office負責設計和Ride & Show Engineering, Inc.負責建造，並由香港蜆殻有限公司贊助。每次啟動時，都會暫時關閉能量穿梭機甲塔和乙塔下面的常設展覽廳以確保所有人安全。
- 星期一、二、三及星期五：10:30、13:00、15:00及17:00（共4場）
- 星期六、日及公眾假期：11:00、13:00、15:00及17:30（共4場）

#### 設施

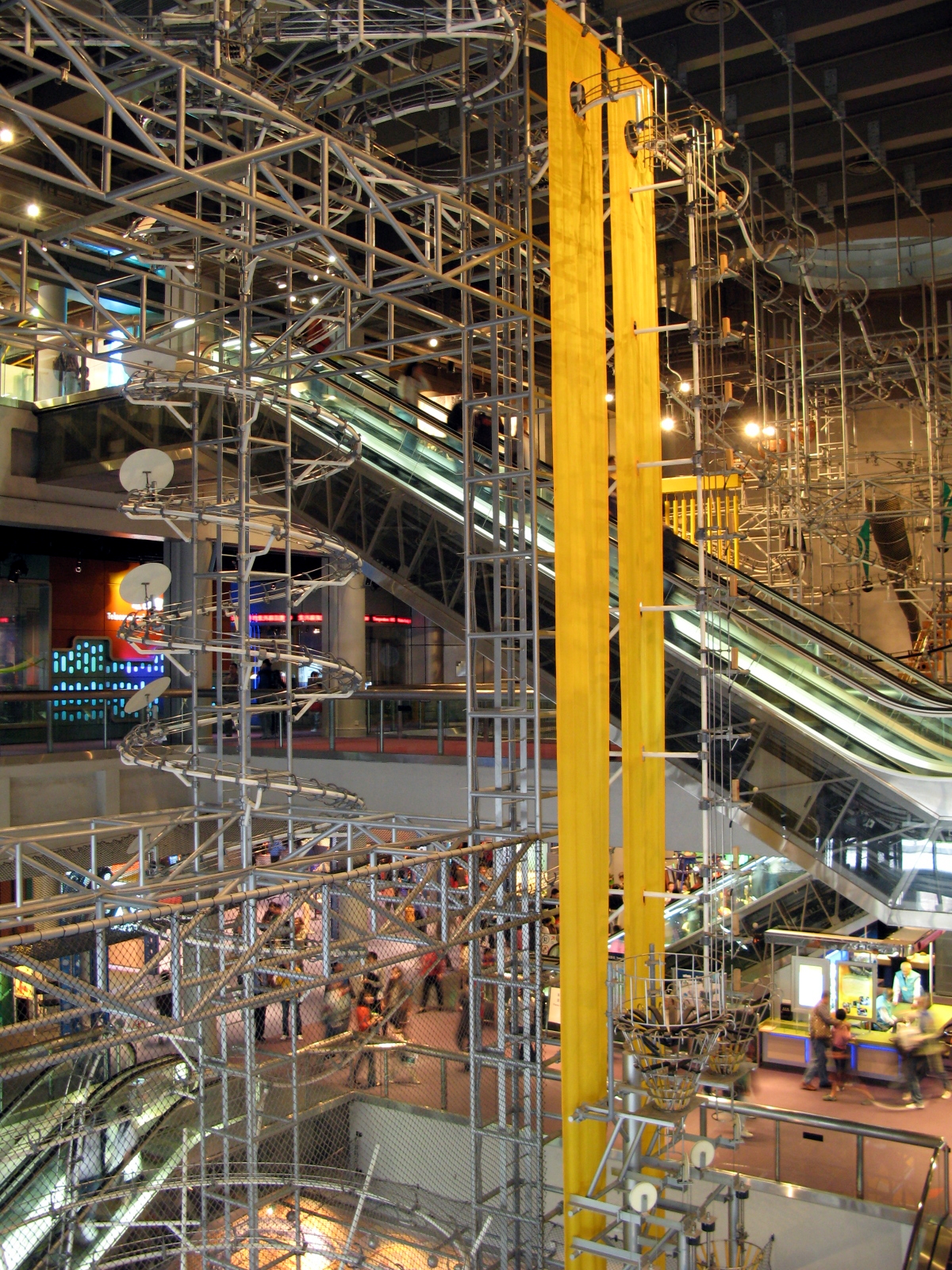
能量穿梭機

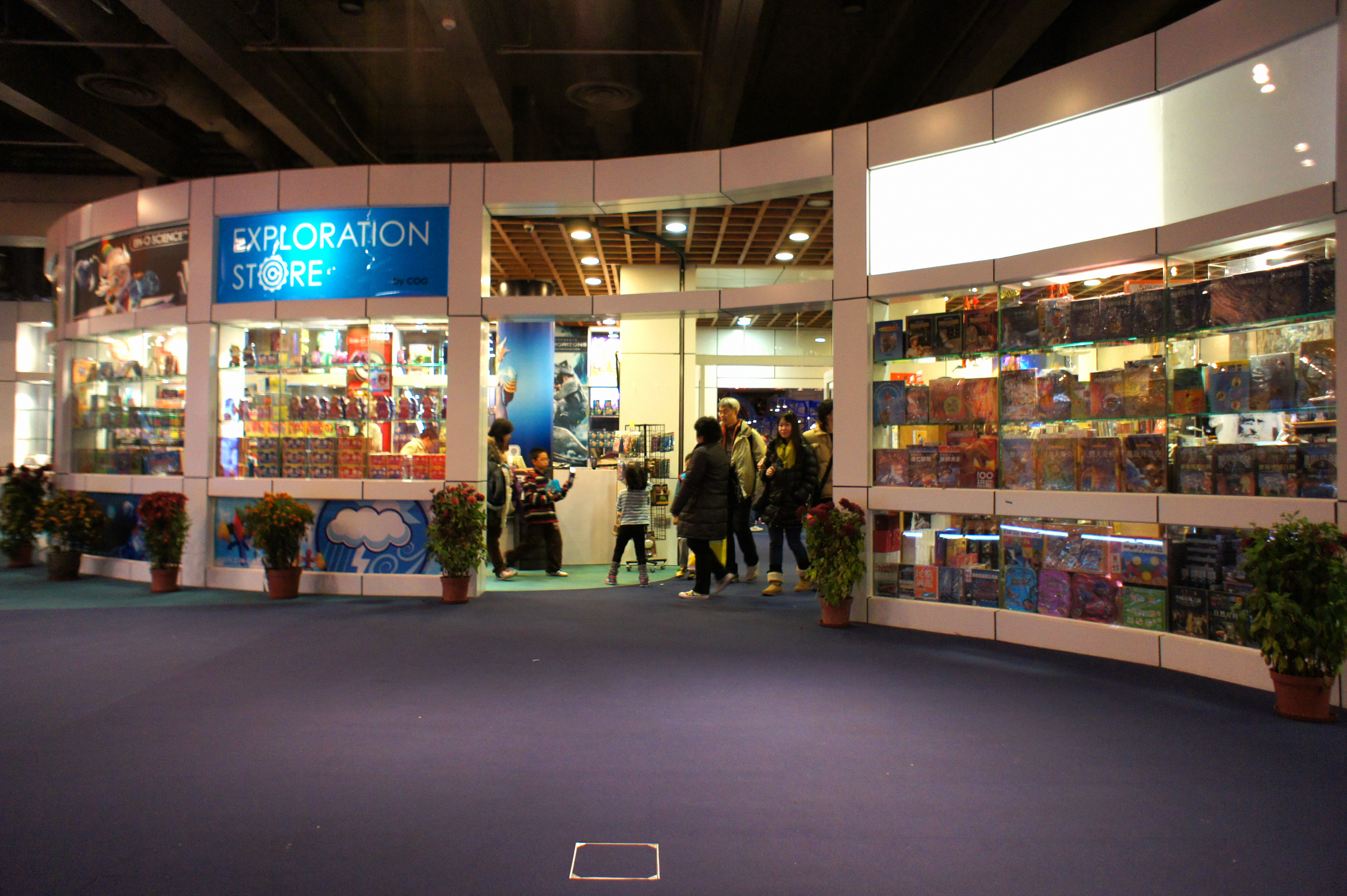
香港科學館內的禮品店及書店

能量穿梭機原有以下設施，但有部分設施現已改動或拆除：
- 阿基米德螺旋（已停用）
- 提升鏈
- 圓錐形螺旋
- 圓柱形螺旋
- 加速
- 自由下墜（已停用）
- 大回環
- 波動器（已拆除）
- 空中飛球
- 數球器
- 複鐘擺
- 重力井（英语：Gravity well）
- 搖擺弧
- 帆翼鐘擺（被鋸開一半）
- 木琴
- 波浪軌道
- 之字形軌道
- 管鐘
- 小方旗（已拆除）
- 霓虹燈
- 搖滾軌道
- 鼓
- 鐘
- 鑼
- 收集站

### 常設展覽廳

#### 地下

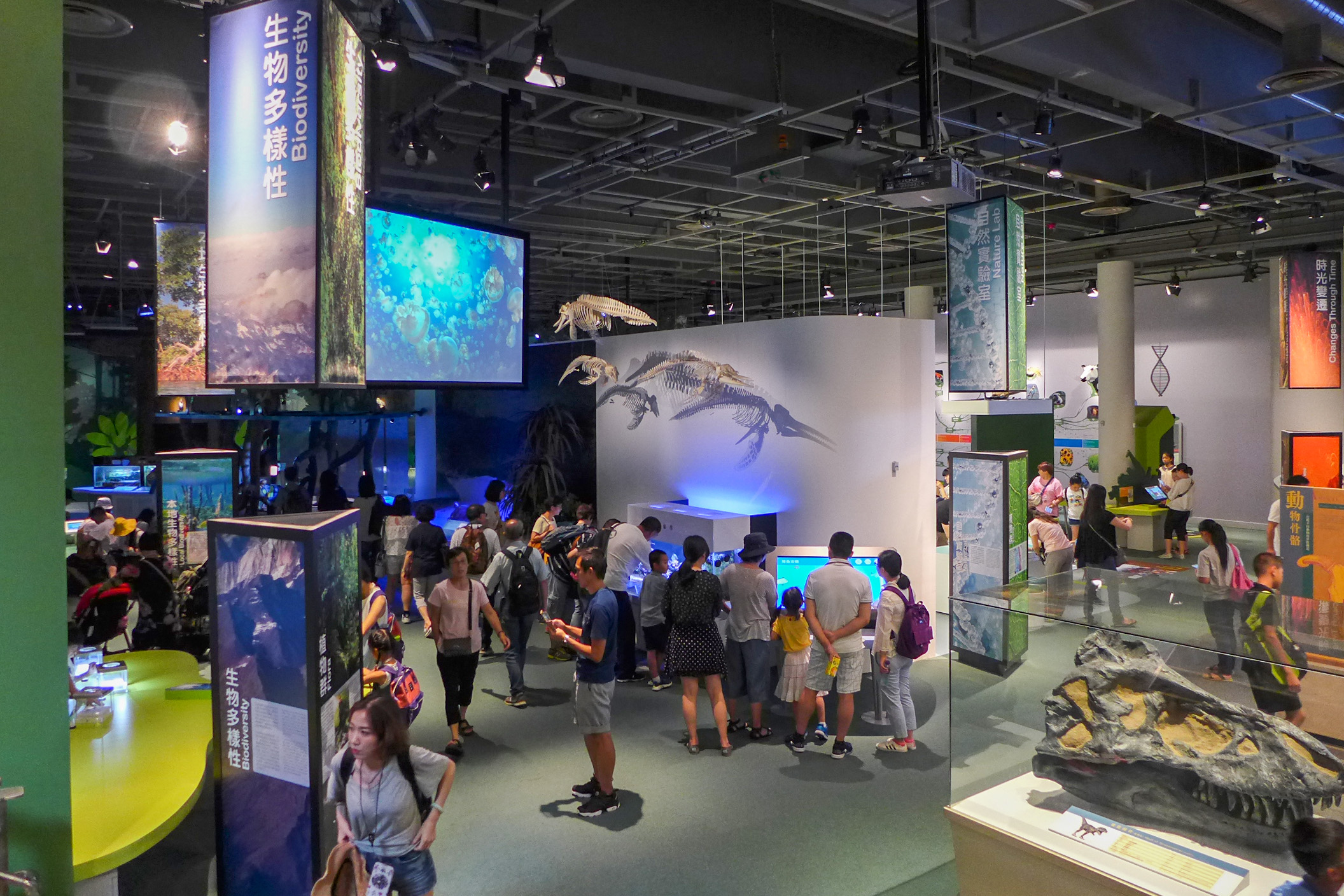
生物多樣性展廳

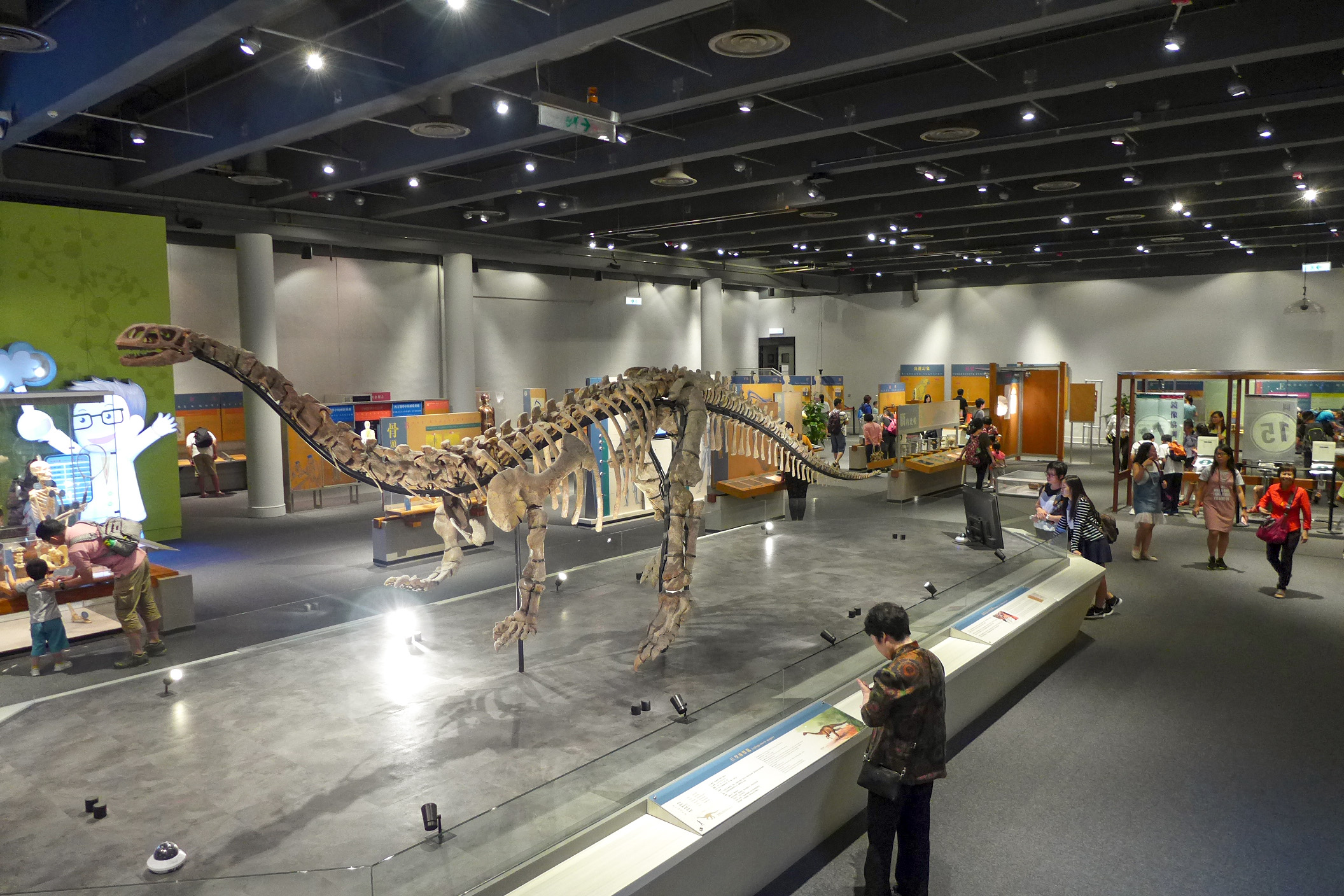
2016年改建後的生命科學廳

2013年9月6日起，因進行「巨龍傳奇」展覽，地下除展覽廳賽馬會環保廊正常開放之外，地下其餘展覽廳已改建為臨時展場，當中力學廳展品會移至2樓。展覽於2014年4月結束後，生命科學廳進行改善工程，關閉至2016年8月。2017年4月21日起，因進行「香港賽馬會呈獻系列：永生傳說 — 透視古埃及文明」展覽，光學廳、數學廳、力學廳及鏡子世界暫停開放。
- 力學廳：介紹力與運動的關係，並設有人力踏輪、彈球、釘床、齒輪拼圖、滑輪、混沌鐘擺等展品。（於能量穿梭機運行時會暫時關閉）

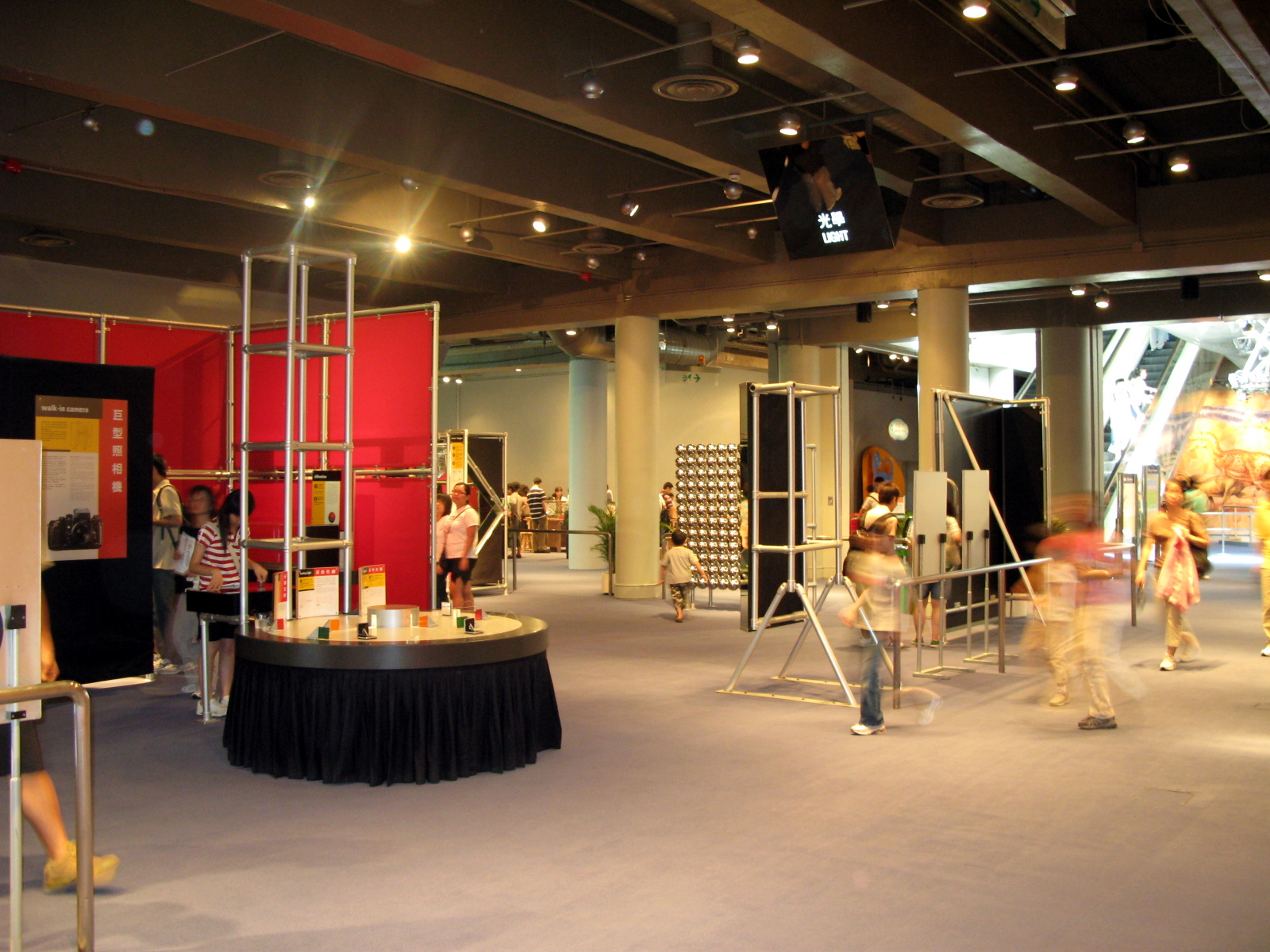
光學廳

- 聲學廳：介紹聲音的特點，2007年4月，一度搬至生命科學廳，到2020年再次遷回原位置。
- 光學廳：介紹光的特性和幻像
- 鏡子世界：展廳內大部份的展品原是2002年特備展覽《鏡花緣》之展品，由多面平面鏡子組合而成，經過巧妙的設計和不同的拼合，便會產生奇特的反射效果。
- 數學廳：讓參觀者發掘數學的奇妙，在2003年設立腦筋挑戰站，大部分展品取消，到2021年4月搬遷至2樓交通廳範圍。
- 賽馬會環保廊：於2010年10月開放，由環保大使小企鵝帶領遊人參觀40件互動展品，當中涵蓋10個環境保育主題，讓參觀者建立可持續的生活方式。
- 生物多樣性展廳：於2016年9月2日開放，設「本地生物多樣性」、「世界生物多樣性」、「時光變遷」和「自然實驗室」四個主題展區。
- 古生物展廳：2023年9月15日開放，分為6大展區，介紹地球發生過的5次主要大規模滅絕事件，並展出超過100組不同時期的珍貴動物及植物化石，如完整恐爪龍化石、猛獁象、近鳥龍和疊層石等；亦有機械恐龍。該展廳周四休館。[12]

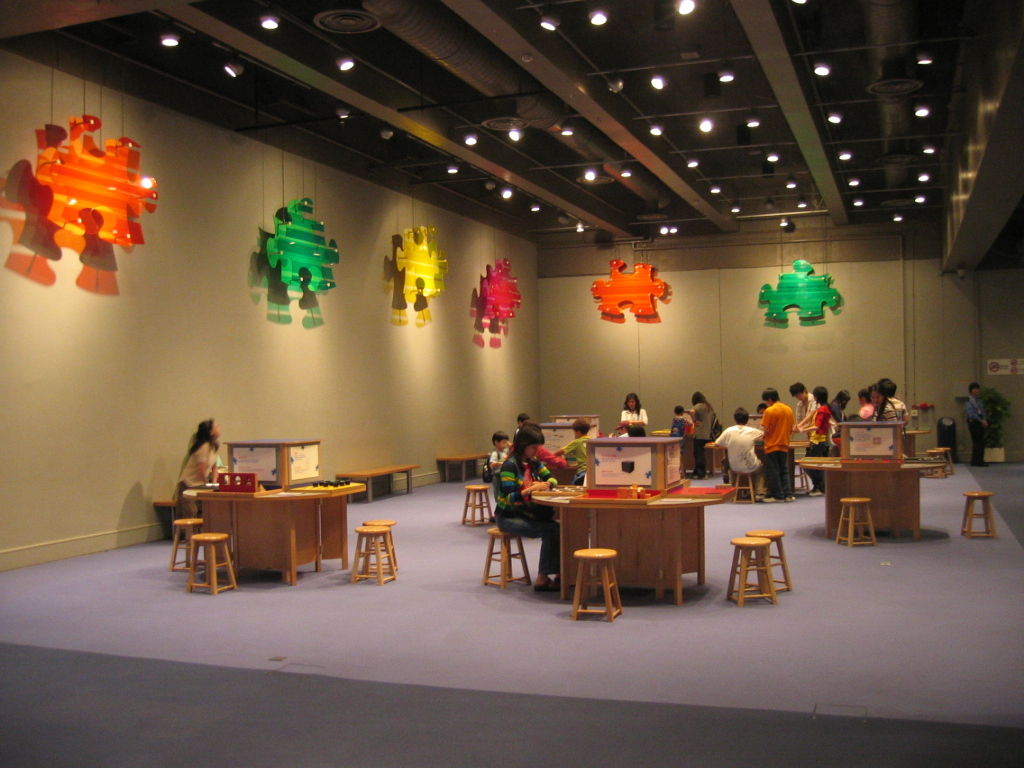
數學廳腦筋挑戰站
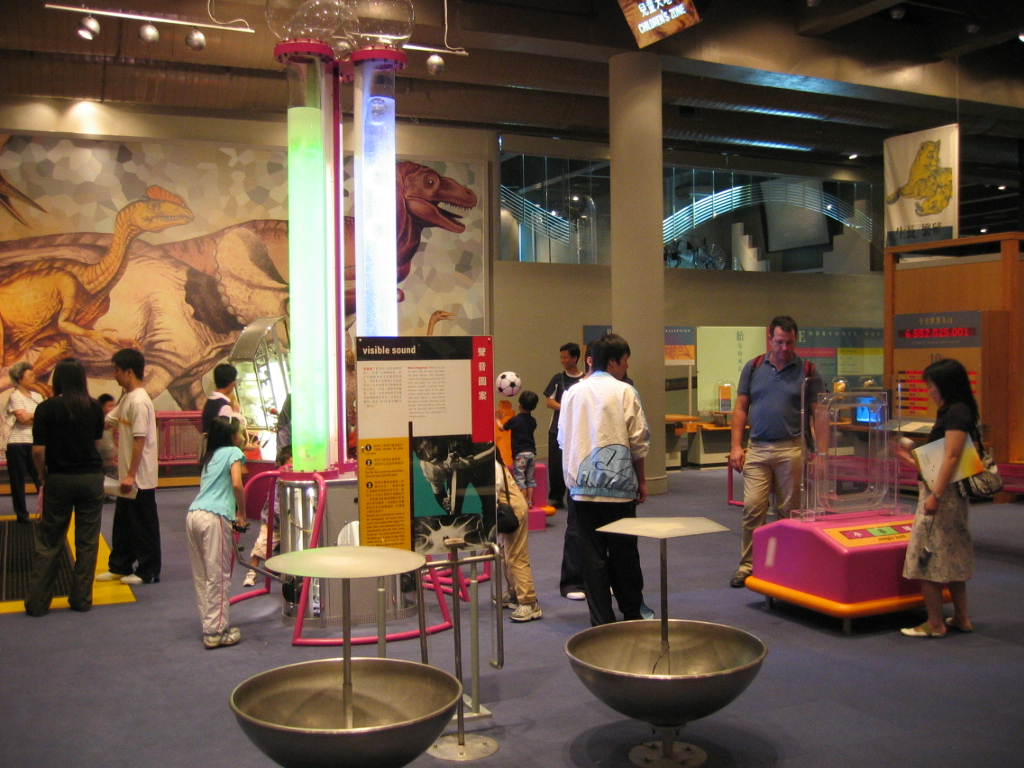
兒童天地（2006年）
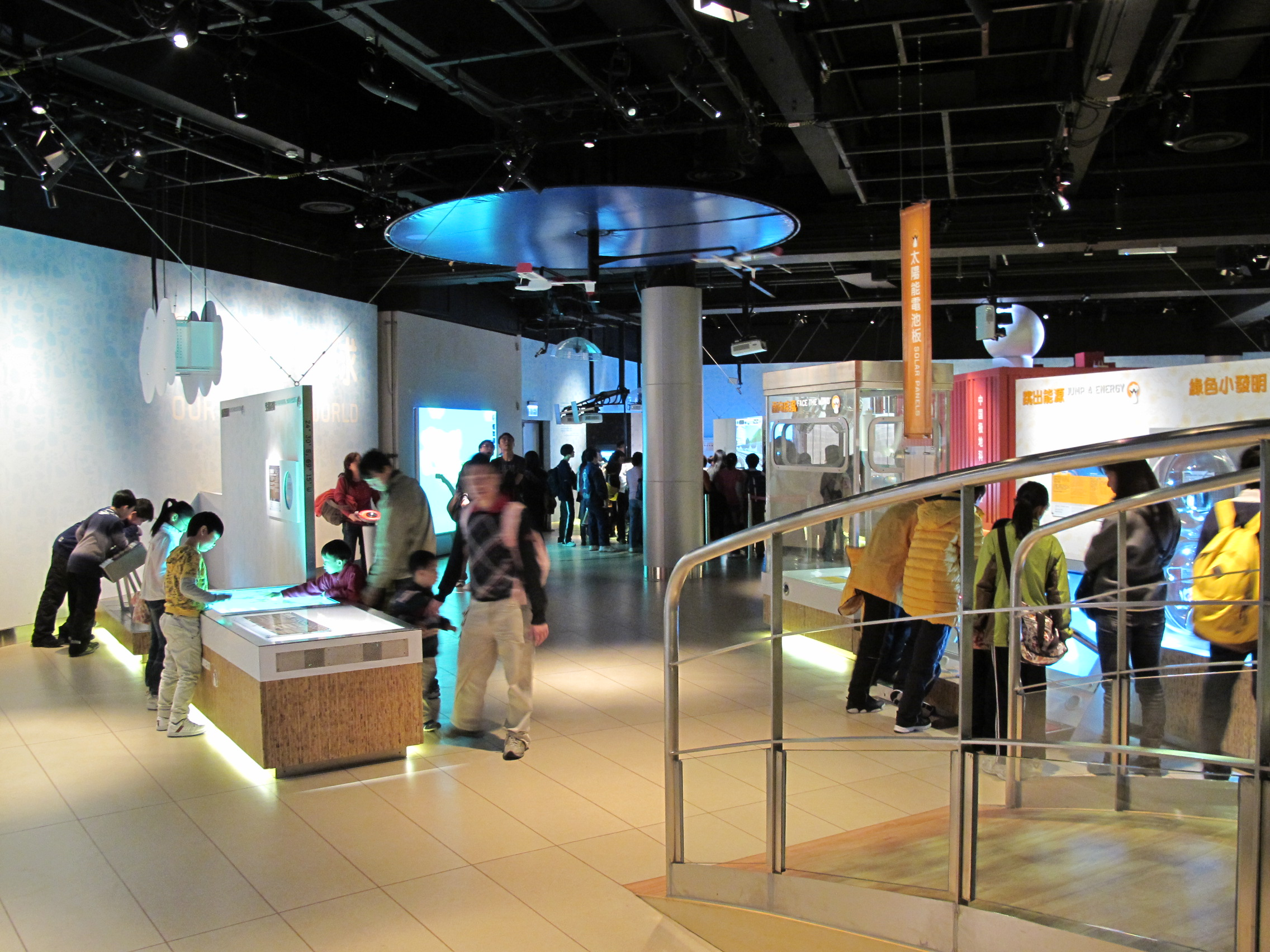
賽馬會環保廊

#### 1樓
- 導覽廳：導覽廳即科學館的大堂，位於科學館的正門，屬免費參觀展覽廳，並會不定期舉行展覽。
- 資源中心：在2004年增設，位於科學館的大堂，提供各種科學書籍、雜誌、電腦及影音器材。
- 磁電廊：原稱磁與電廳，翻新後的磁電廊於1999年11月1日開幕[13]，磁電廊介紹電流及磁場等知識。它於能量穿梭機運行時會暫時關閉。
- 地球科學廳：在2021年4月23日對外開放，展出約30組互動展品、模型和場景裝置，解釋火山爆發、地震、海嘯等自然現象的成因，以及颱風的威力。當中包括颱風模擬室，讓參觀人士親身體驗每小時120公里風速的威力[14]。

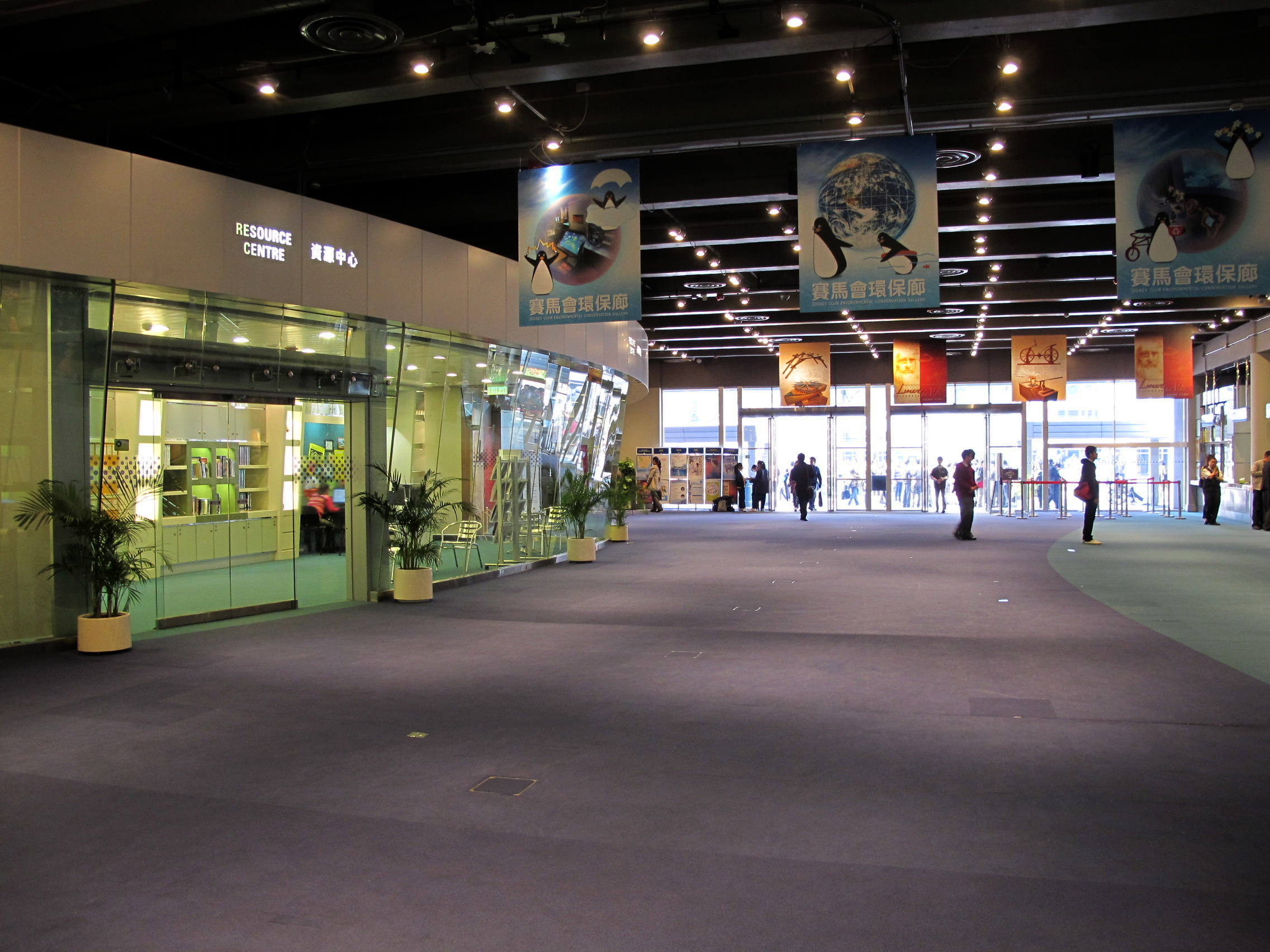
資源中心及導覽廳
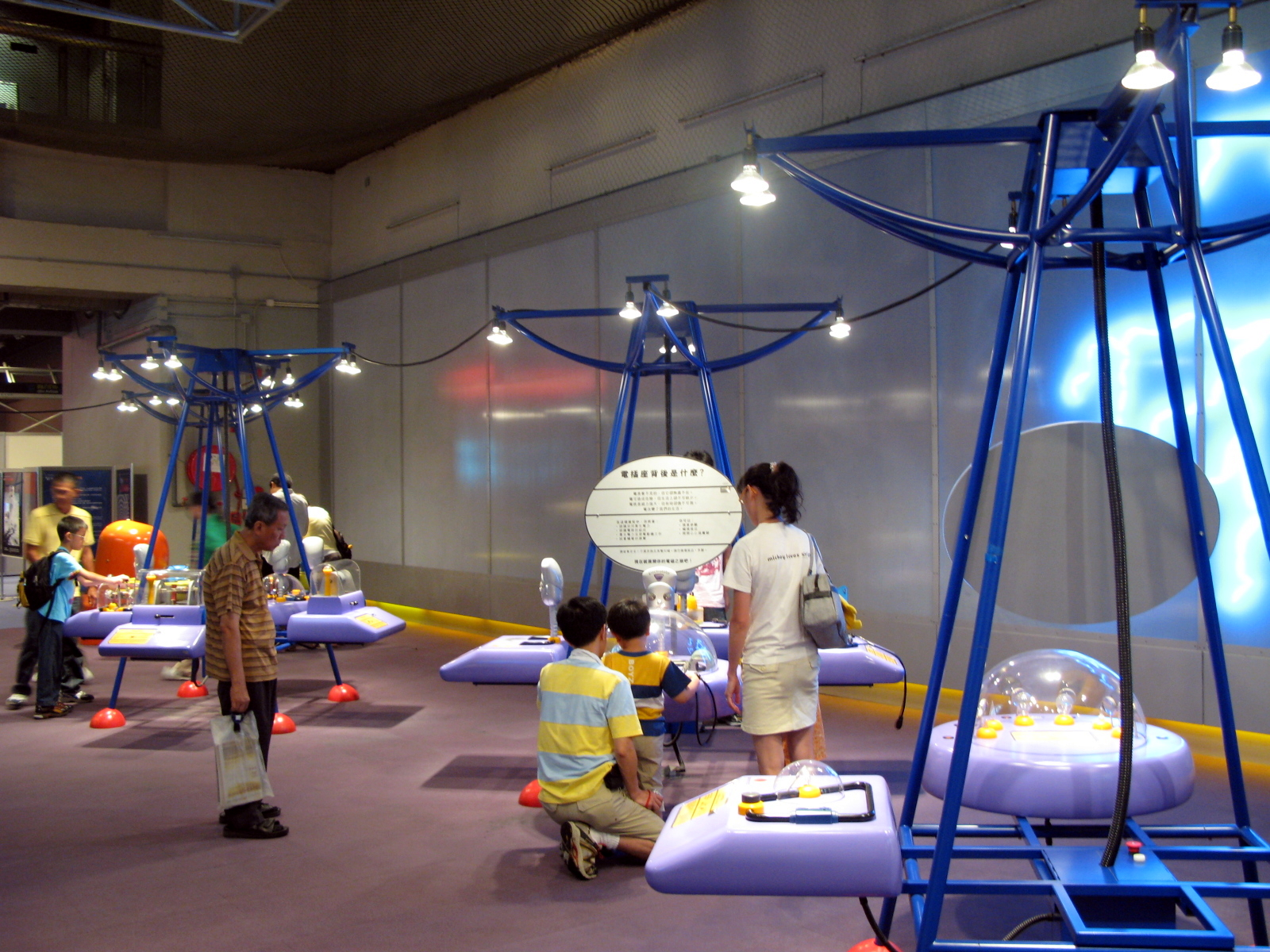
磁電廊
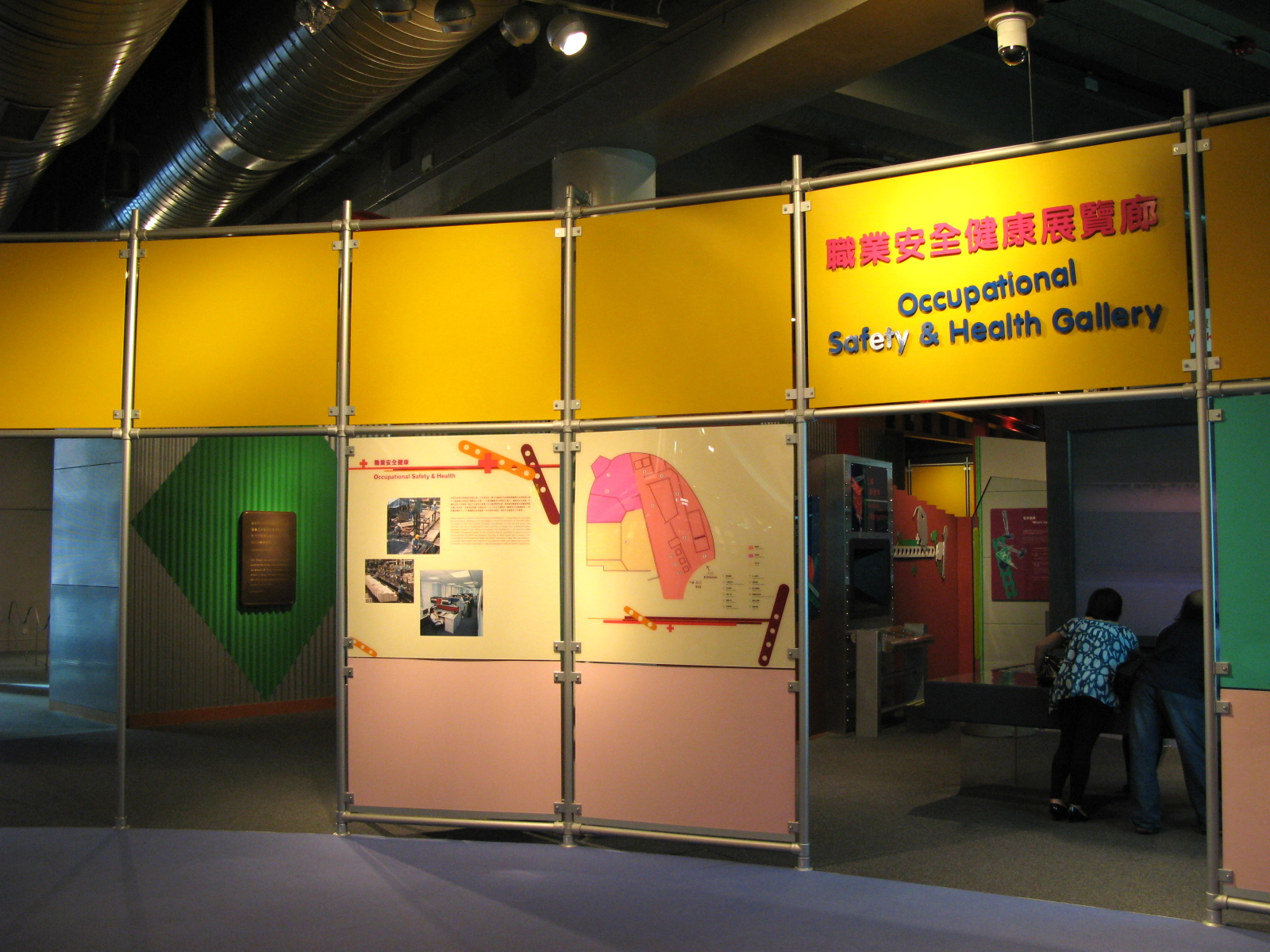
職業安全健康展覽廊
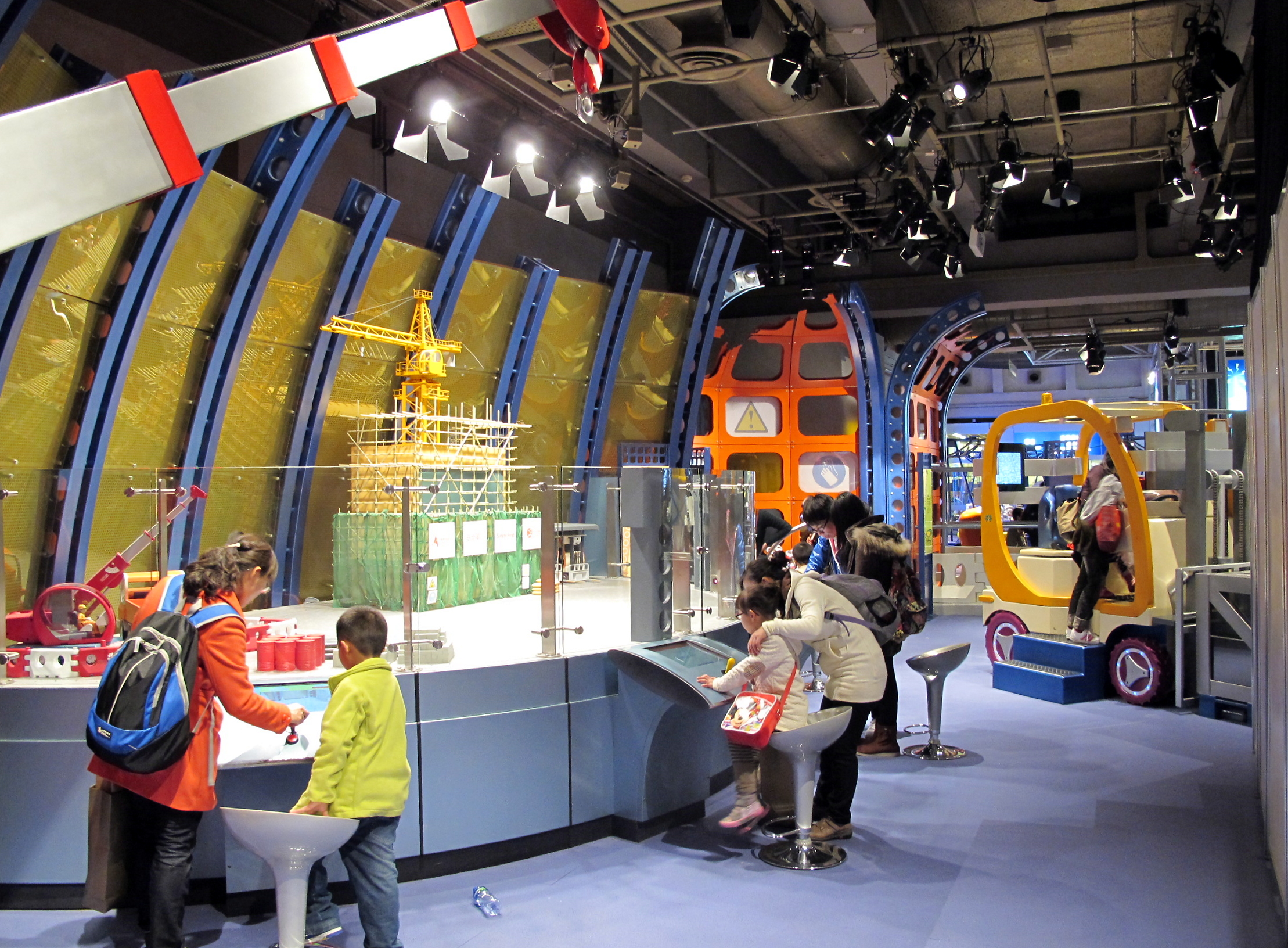
職業安全健康展覽廊第2期「擴增實境」

#### 2樓

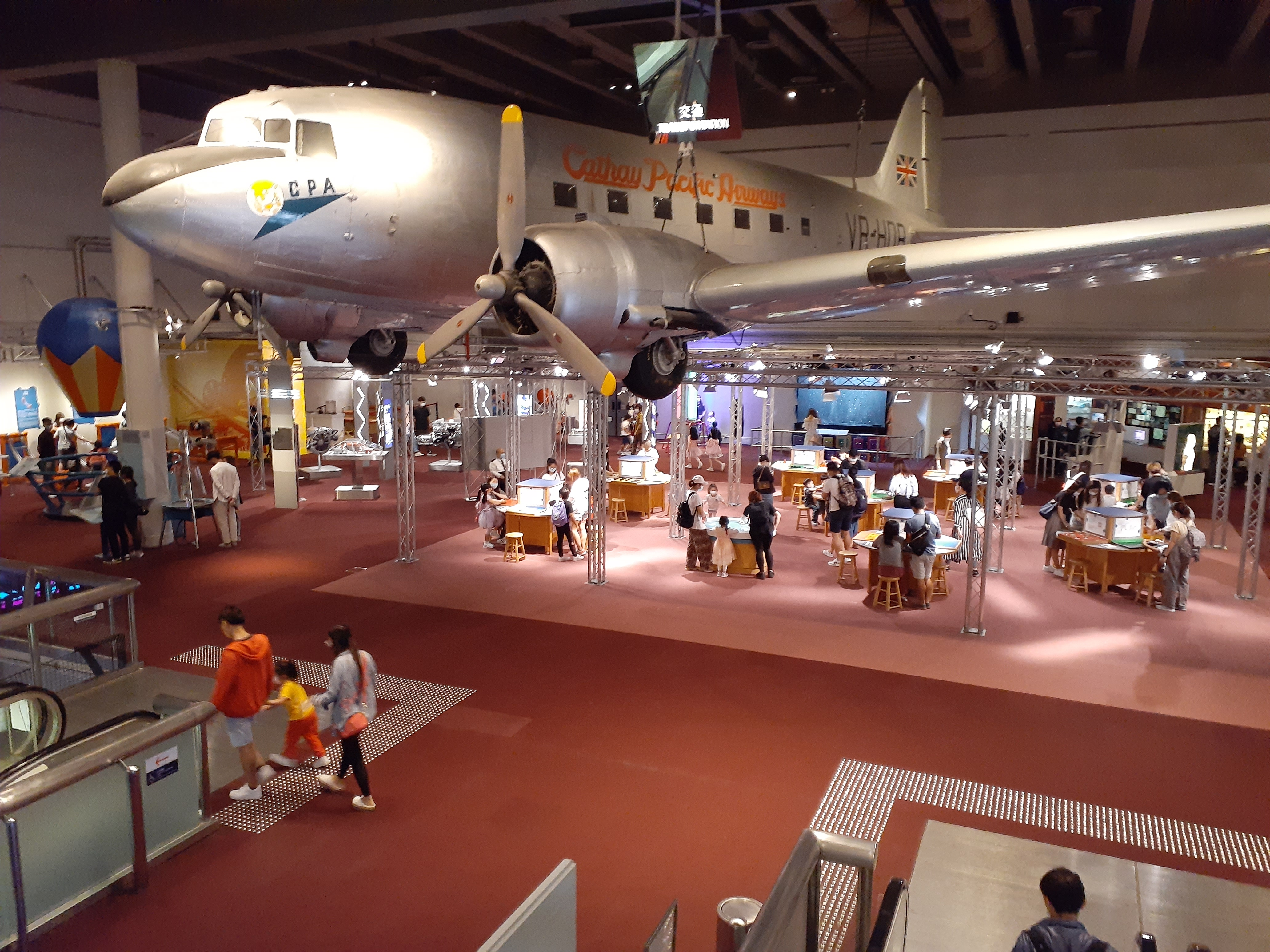
國泰航空首架飞机「Betsy」，屬道格拉斯DC-3机型

目前全層正進行翻新。

#### 3樓
- 兒童天地 : 設有讓兒童玩樂的科學展品，讓小朋友開始接觸科學的地方。有肥皂泡、泡泡競賽、火車輪、輕功漫步等展品。兒童天地於2006年初移至生命科學廳，到了2010年，兒童天地暫時關閉。2011年部份展品移至3樓（原本餐廳位置），到2016年1月7日起開始關閉，進行新展廳工程。新「兒童天地」已於2017年4月7日開放[15]。

### 特備展覽廳及演講廳
特備展覽廳面積約745平方米，定期展出各種不同的科學展覽。本特備展覽廳於2004年前曾舉辦一年一次的聯校科學展覽，但由第37屆聯校科學展覽開始，展覽移師香港中央圖書館。特備展覽廳曾展出多個大型展覽，包括：中國航天科技成就展、中國首次載人航天飛行展等展覽。而演講廳則提供295個座位，並經常舉辦免費科學講座。

## 已關閉展廳及展品

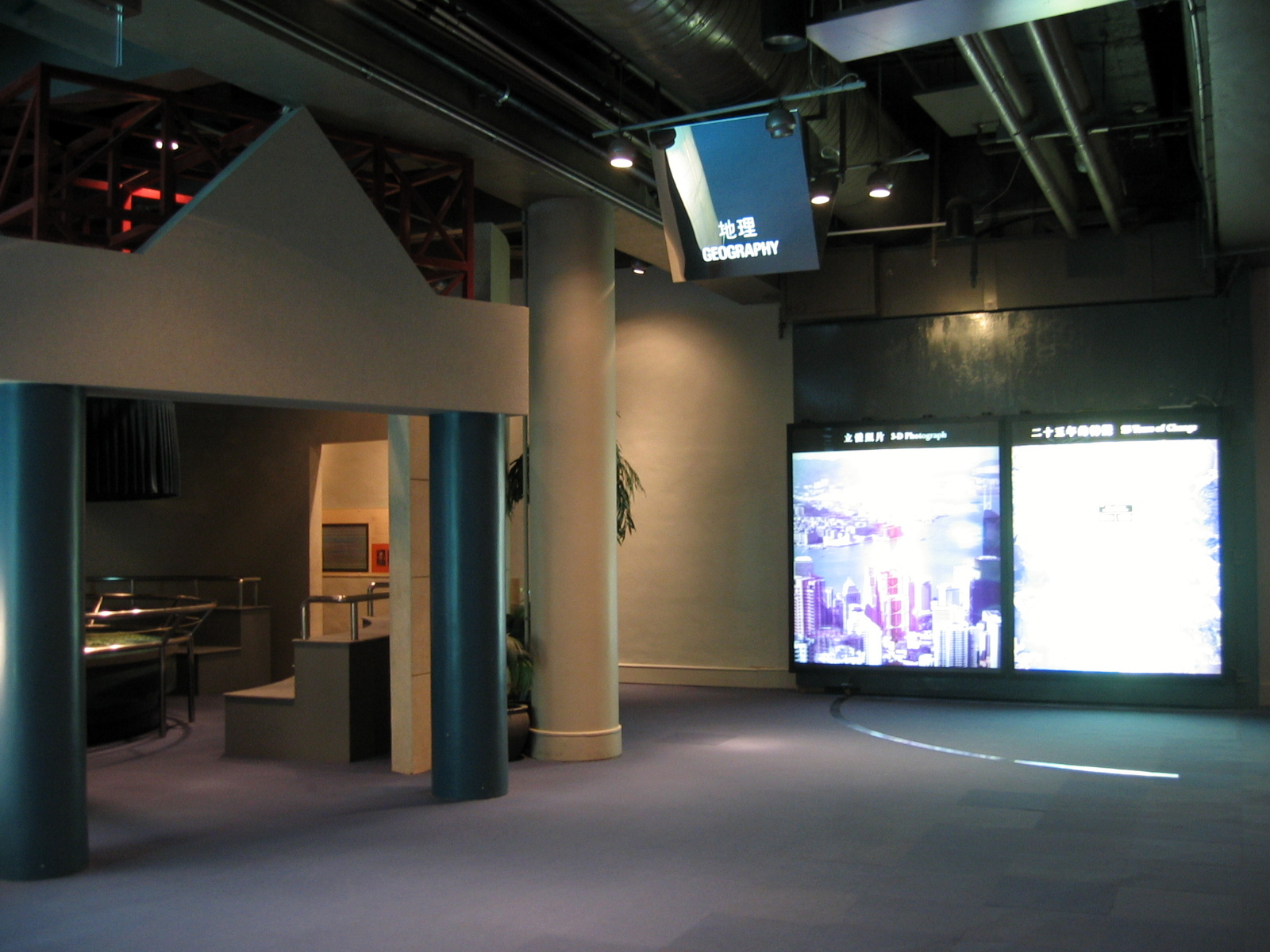
地理廳

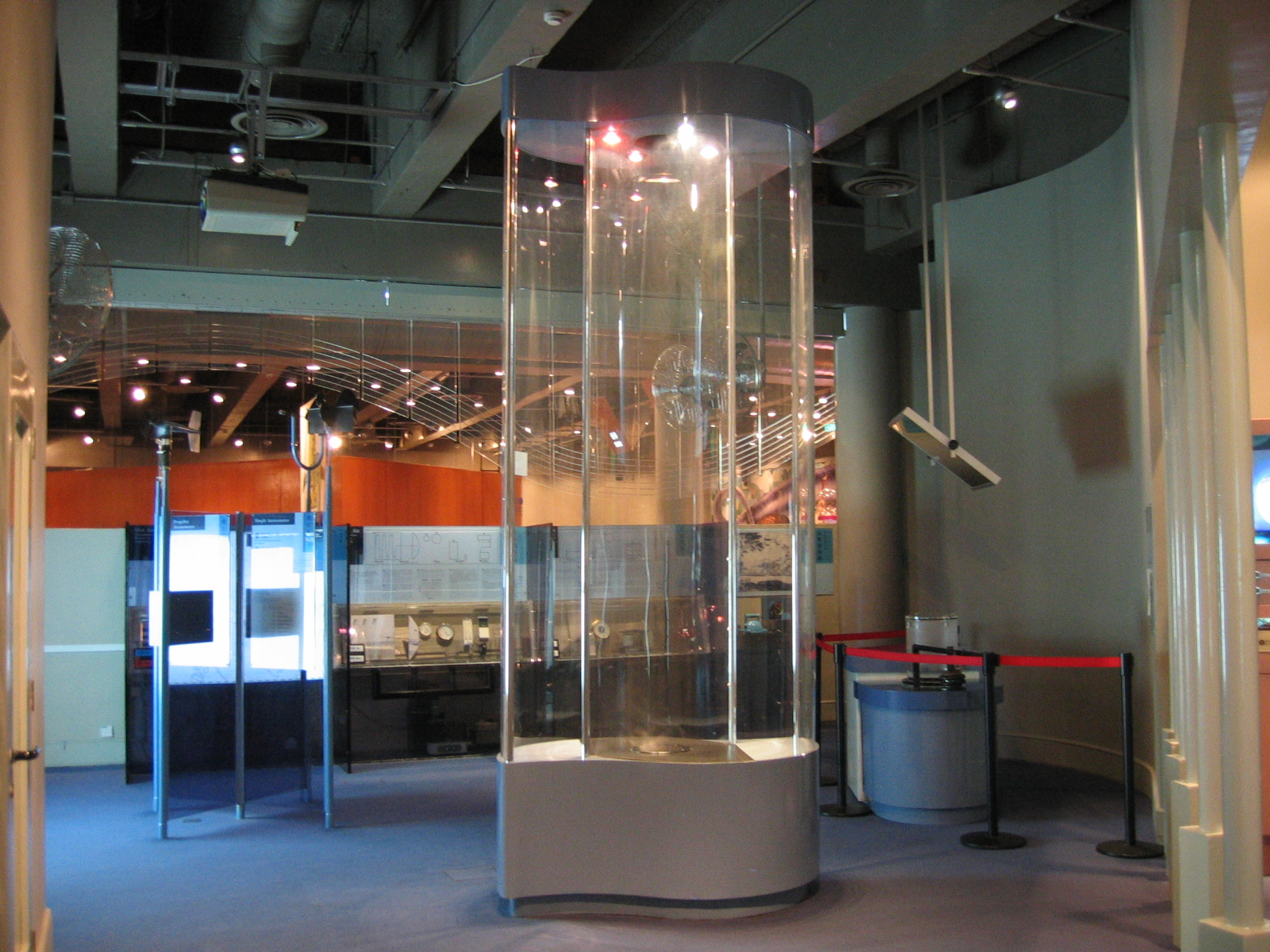
氣象廳

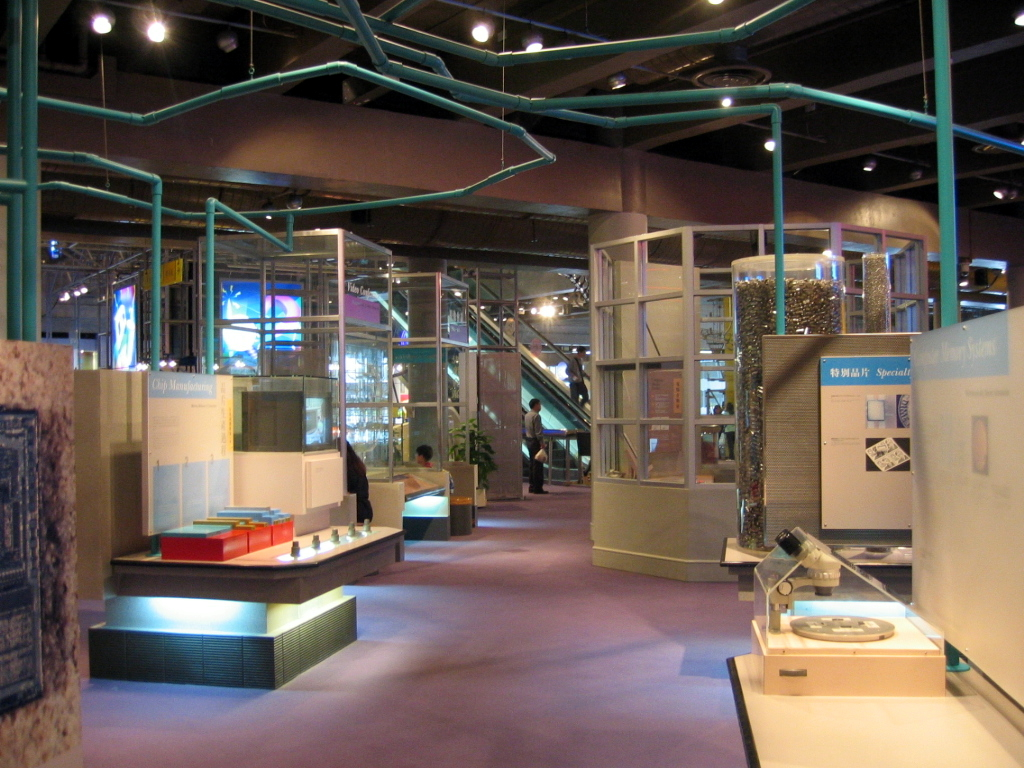
電腦廳

### 已關閉的展廳

#### 氣象廳
位於地下，介紹各種不同的氣象及展示沒有破壞力的龍捲風，但因安裝新展品，全部展品均已在2007年7月被拆除。

#### 地理廳
位於地下，介紹地球上的地理及香港的地理環境，但因安裝新展品，全部展品均已在2007年7月被拆除。

#### 水與波廳
位於地下，原展出水的特性及波浪的形成等展品，但因專題展覽廳進行擴建，水與波浪廳全部展品已於2006年8月24日拆卸。

#### 電腦與機械人廳
位於一樓，原展出各種電腦設備（如：電腦音樂室、晶片開闢、晶片生產過程、聲控老鼠等（共9個））及機械人，並設有機械人護衛、機械人迷宮、機械單車手等展品。但在1998年由「職業安全健康展覽廊」取代大部份展品，改稱為「電腦廳」。到了2007年，「電腦廳」部份範圍列入「職業安全健康展覽廊」擴建部分，只剩下電腦實驗室。到了2010年，電腦實驗室已關閉，該展廳完全消失。

#### 磁與電廳
位於一樓，現已由磁電廊於1999年10月26日取代，並提供由法國科學工業城製作的展品，與磁與電廳類似，但卻取消了電磁示範。

#### 建築工程廳
建築工程廳位於2樓，介紹古代的建築方法，至現今的建築成就。其中設有一條懸臂橋，並屬建築工程廳中最大的展品。其中，並有一展品介紹擺動的橋，介紹塔科馬海峽吊橋的倒塌及倒塌原因。但因2000年8月舉辦「中國太空科技成就展」展覽，建築工程廳全部展品被拆除。

#### 通訊科技廳
通訊科技廳位於2樓，大多展出與通訊科技有關的模型，如：微波、電話桿等模型展品，亦有像電話、電視和錄影帶的標準操作展品。由於2000年8月至10月期間舉辦「中國太空科技成就展」展覽，全部通訊科技廳的展品被拆除。並於展覽後進行翻新工程，終於在2005年下半年分階段開放電訊廊，歷時4年才翻新完成。由通訊科技廳翻新至電訊廊，只剩下人手接線總機展品，其餘均為新展品，部分展品由電訊盈科電訊堡提供。

#### 能源廳
能源廳位於3樓，大多展出日常使用的能量來源及消耗量，並介紹電力生產的方法及供應情況。在1996年便改建為能源效益中心，並加設多項有關節約能源的展品。

#### 能源效益中心

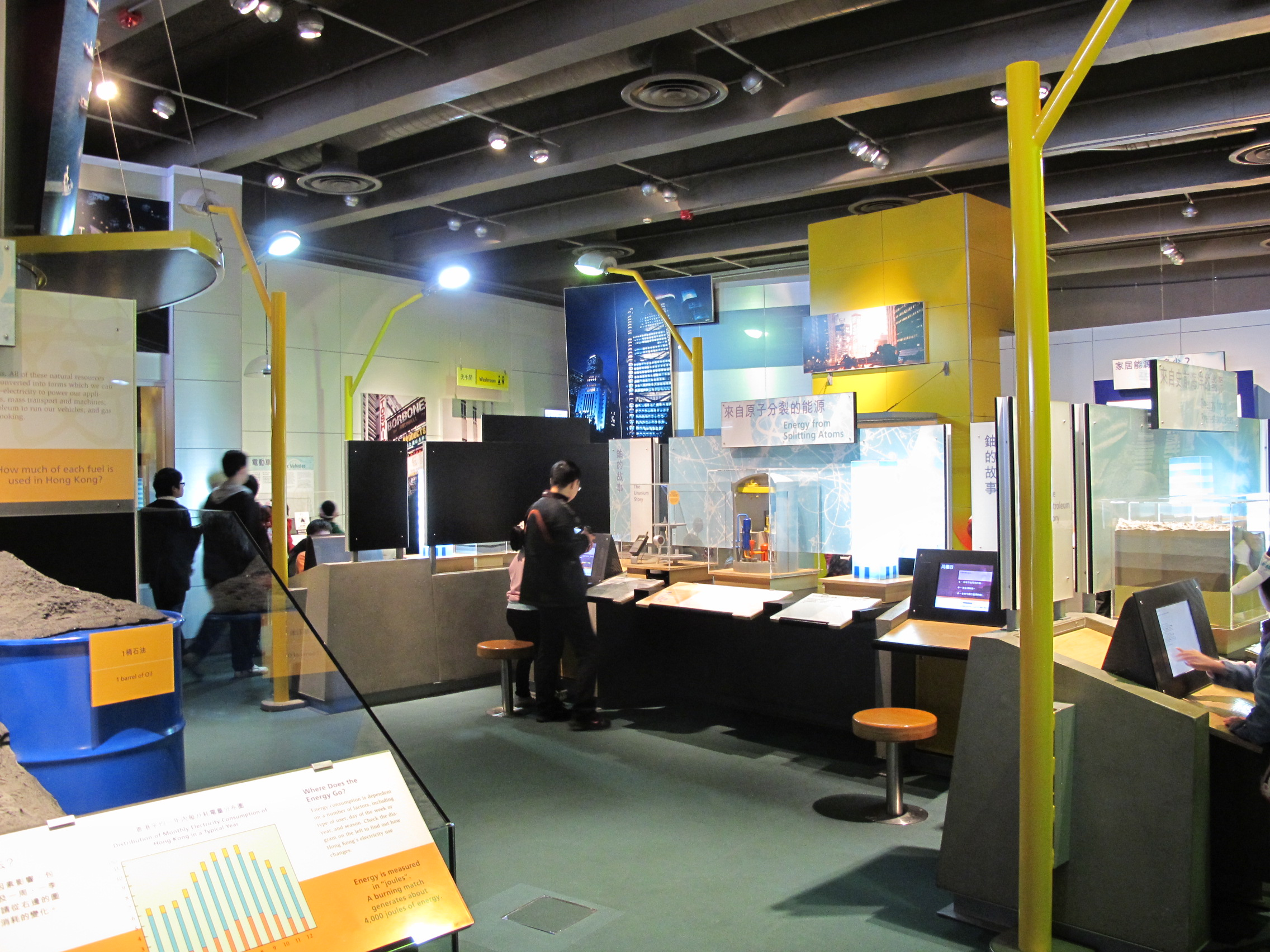
能源效益中心

於1996年開放，介紹現時地球上的各種能源，及介紹各稱電器。展廳已於2016年1月7日起永久關閉，以騰出空間進行新展廳工程。

#### 兒童天地
設有讓兒童玩樂的科學展品，讓小朋友開始接觸科學的地方。到2016年1月7日起開始關閉，進行新展廳工程。新「兒童天地」於2017年4月7日開放。

#### 職業安全健康展覽廊
位於1樓，在1998年加設，介紹各種職業的安全知識，並設有立體影院。到了2008年新建「擴增實境」部份，展示建築工地的安全措施。展覽廊在2018年關閉，改為地球科學廳。

#### 科訊廊

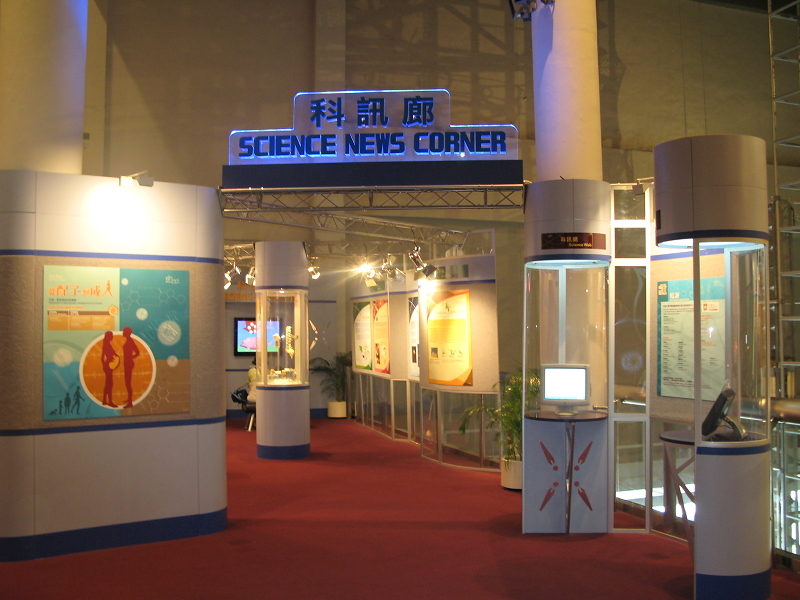
科訊廊（2007年）

在2003年增設，最初設於2樓，屬全科學館最小展廳，僅佔50平方米，定期介紹不同的科技，2012年起遷至1樓前電腦實驗室之位置。展廳在2018年關閉。

#### 新展品區
設於2樓的小型展覽廳，展示由科學館構思、設計和製作的互動展品，並會定期更新主題。新展品區的設立是希望透過一個嶄新的平台，讓觀眾率先嘗試使用最新設計的互動展品，收集觀眾對展品的意見，進而改良它們的設計，並隨後將受歡迎的展品移到相關主題的展覽廳內繼續展出。2010年代初期設置，第一個展覽為展出五件與「力學及運動」有關的展品。展廳在2018年關閉。

#### 電訊廊

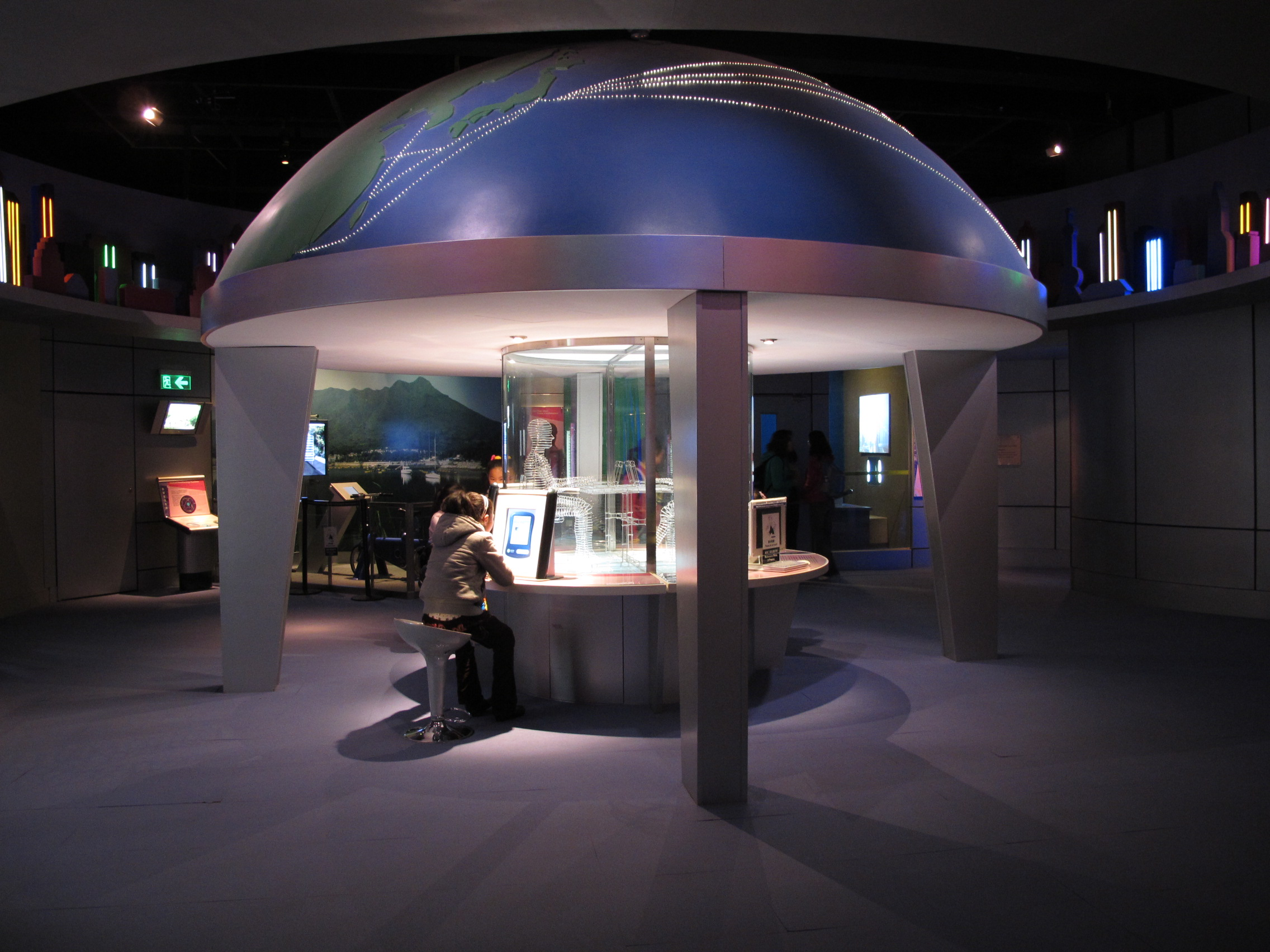
電訊廊內貌

位於2樓西面，原稱通訊科技廳，設有7個展區介紹由古至今人類的通訊方法，部份展品由香港電訊電訊堡提供。展廳在2021年11月18日關閉。

#### 交通廳
位於2樓東面，展出國泰航空退役的DC3飛機，是館內第一件安裝展品（1989年安裝）；廳內亦設有飛行模擬器（已拆除）及模擬駕駛，並介紹空中、陸上及水上交通的科技。該處的水池設有鄭和寶船航行示範，到2020年4月末清拆。展廳在2022年1月6日關閉。

#### 食品科學廳
最初位於3樓，到1995年搬遷到2樓東面，主要介紹各種食物的成分及健康飲食。設有食物劇場，介紹各種食物的製作過程。展廳在2022年1月6日關閉。

#### 家居科技廳
最初位於3樓，到1995年搬遷到2樓東面，並刪減部分展品。介紹各種家居用品、電器用品的運行情況。展廳在2022年1月6日關閉。

#### 數學廳
數學廳原本位於地下，到2003年改為腦筋挑戰站，大部分展品取消。到2020年搬遷到2樓水池位置，展廳在2022年1月6日關閉。

#### 生命科學廳
原為館內最大展覽廳，分為8個部份，展出超過100組展品，分別介紹生命科學的不同課題，包括：體能挑戰、健康和藥物、皮、骨和肌肉、內臟、腦和感覺、生長和繁殖、植物和動物以及細胞和遺傳學。而展廳早期更實時展示雞蛋的孵化過程，到2000年代初消失。2013年9月6日起，因進行「巨龍傳奇」展覽，改建為臨時展場，其後進行改善工程，到2016年8月才重新開放，其後已經關閉，變成「古生物展廳」。

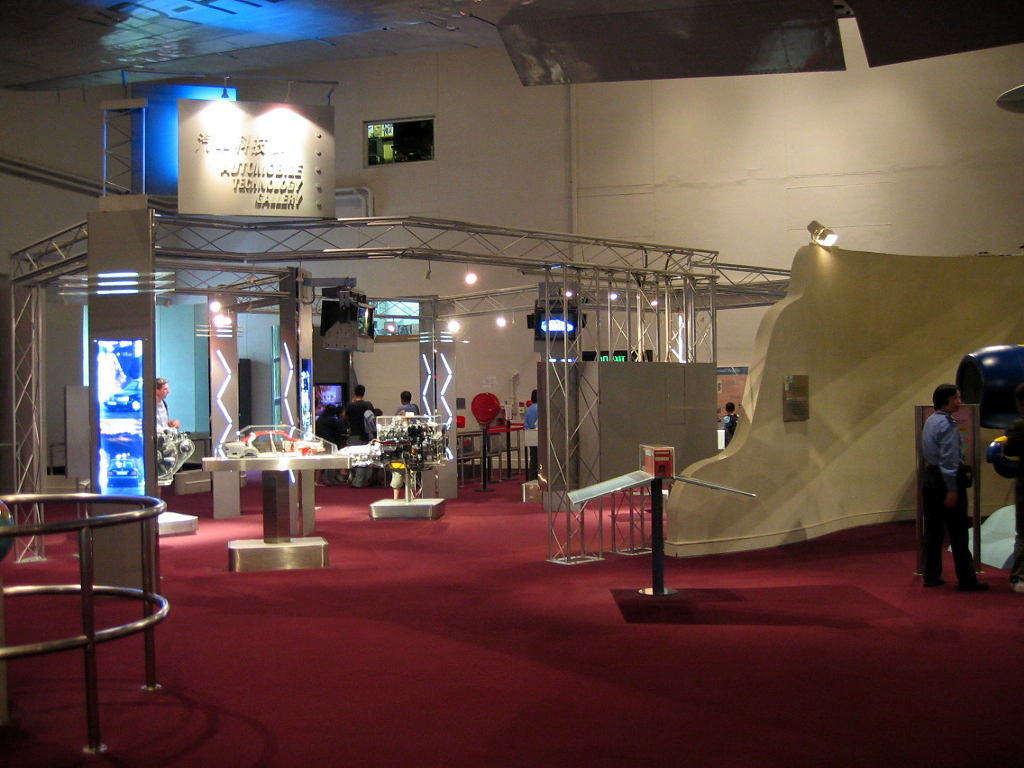
交通廳內的汽車科技展
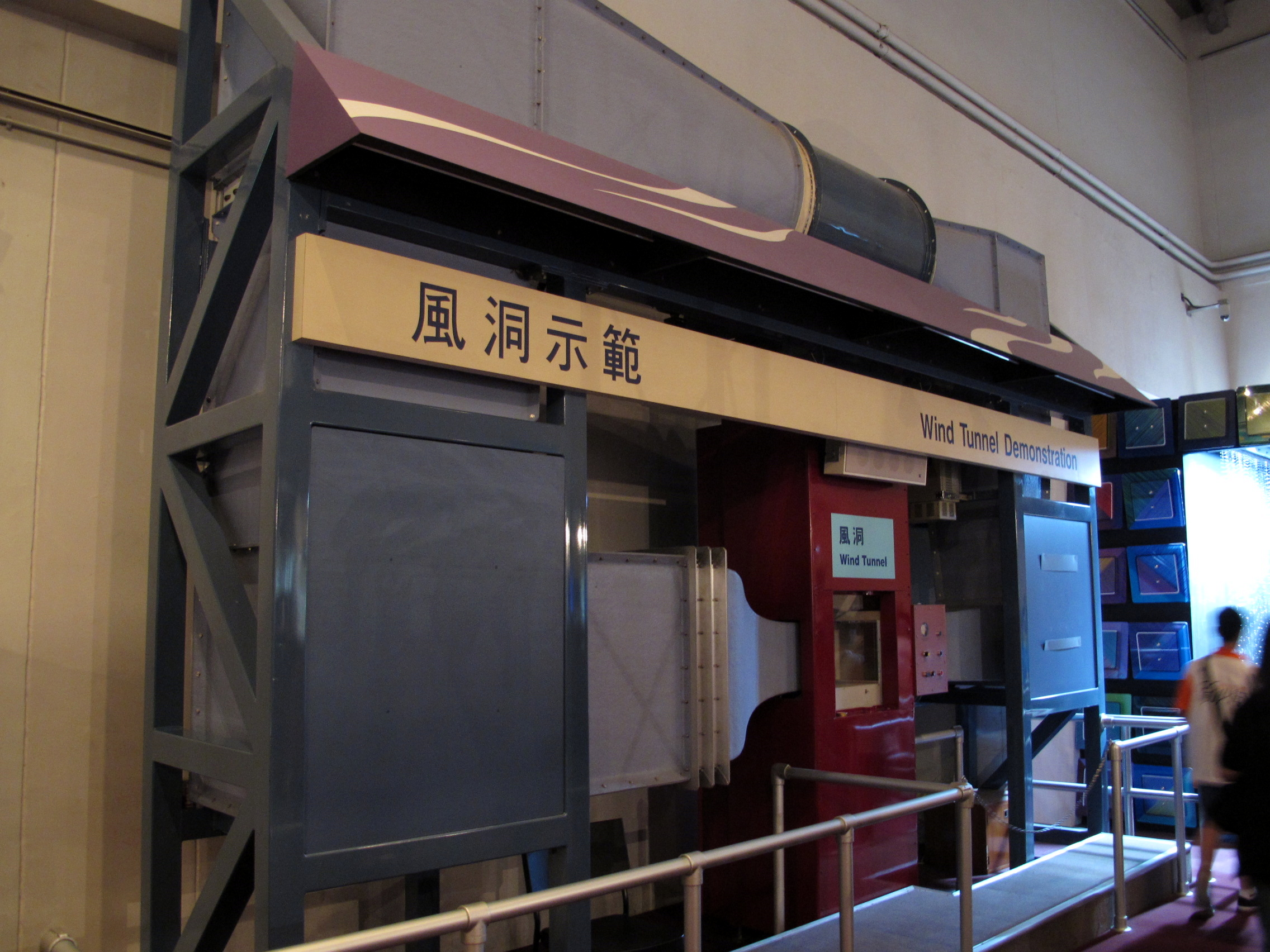
交通廳內已經停用多年的“風洞示範”
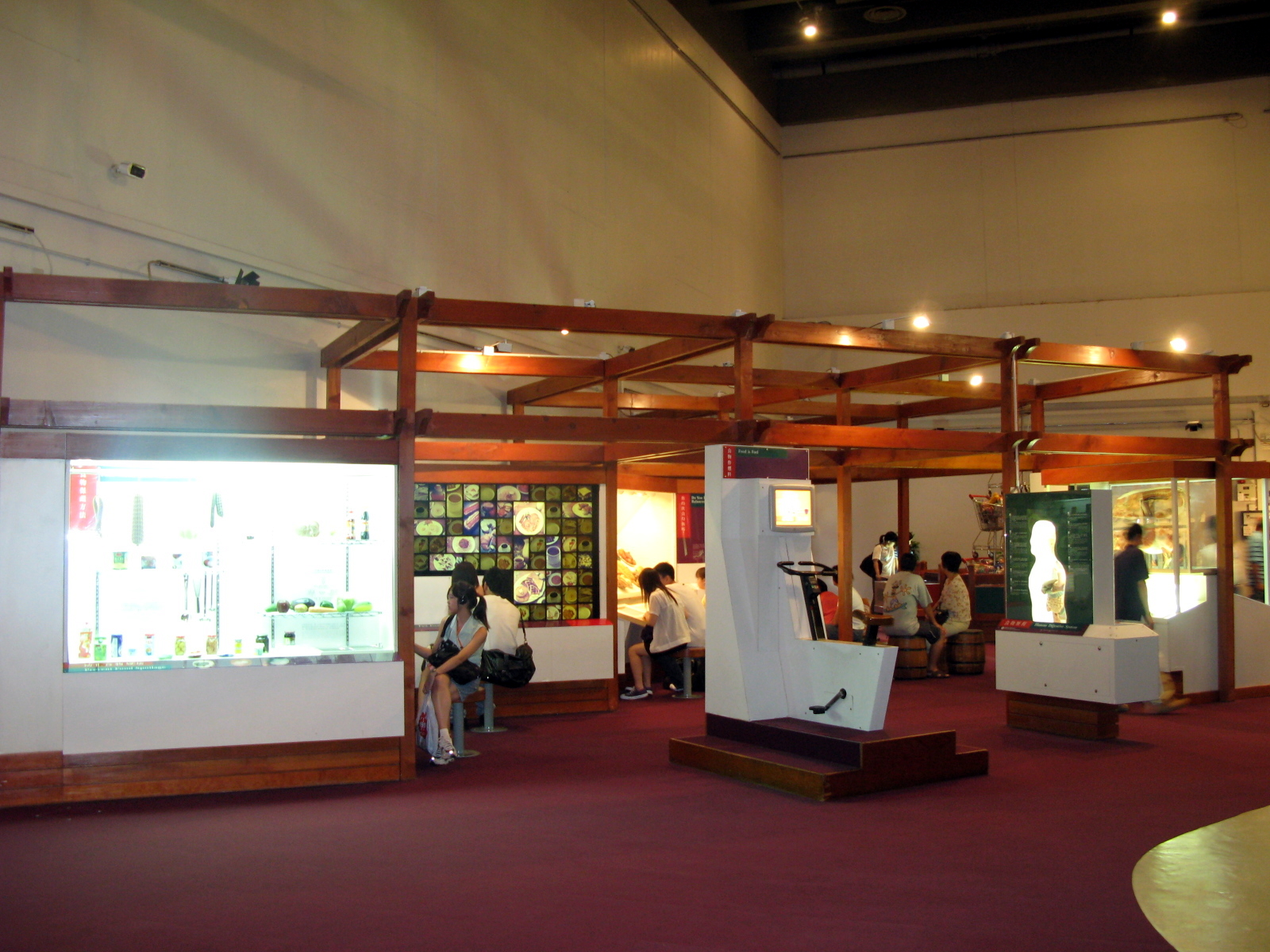
食品科學廳
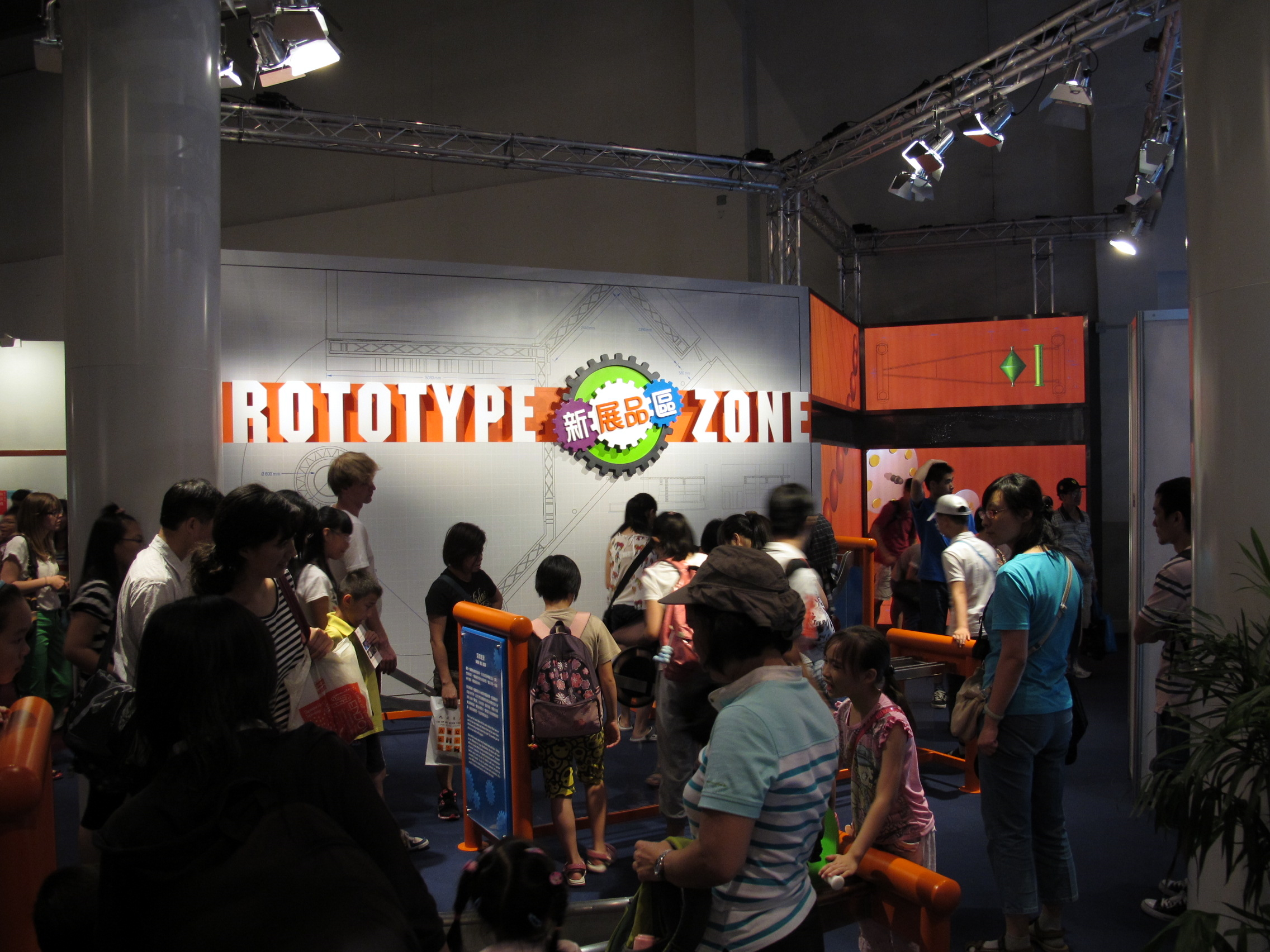
新展品區

### 受縮小展廳
1995年，因3樓展覽廳改為能源效益中心，食品科學廳及家居科技廳則移至2樓交通廳北端，同樣地受到面積的限制，食品科學廳及家居科技廳，交通廳部分展品取消。
2003年，因力學廳附近興建一條連接1樓至地下的樓梯，力學廳部份展品取消。
2006年初，因聲學廳及兒童天地改建為「鏡花緣」（後來部分設施改裝後成為永久展廳「鏡子世界」），兒童天地移至生命科學，同樣地受到面積的限制，部分展品取消。
2007年3月，因新增「幻影」展覽，電腦音樂室、聲控老鼠、條形碼、視像會議展品及電腦劇場設施取消。

### 受改建或取消的重要展品
- 迷宮：位於兒童天地內，早期設有繩網、隧道、吊橋和滑梯等設施。但在1998年因有兒童在該處發生意外，原有設施拆卸，只剩基本設備結構。到了2003年初，因兒童天地改建，設施取消。

- 機械人護衛：位於電腦與機械人廳，機械人護衛能夠不停地在預定範圍內巡邏，是科學館中其中一項受歡迎的展品之一。由於維修成本昂貴，到了2000年初被取消。

- 冒險號飛船：在1992年10月安裝於尖沙咀科學館，由英國航空公司飛行模擬器製造商「Rediffusion」製造，透過laser disc與視覺效果同步，製造出身歷其境感覺。早期位於交通廳，因交通廳在1995年改建為冒險號飛船而搬遷至生命科學廳，直至2003年3月。

## 批評

### 部分展品過時
有線於2012年1月報道科學館開館即將21年，不過部份展品已經很舊。其中展品「風洞示範」已損壞4-5年，但因有零件損壞而不能修復，只能繼續放在該處。
科學館館長表示由於科學定律不變，有關展品不需要經常更換，不過關於科技的展品就需要經常更換，但未必做到。至於一些經常壞的展品，館長指館內有681件展品，2011年維修次數達10,600多次，平均每日有30件展品要維修。館長亦表示80%展品三日內可以修復，到2015年會加開兩個新展廳，亦正研究使用旁邊的停車場擴建。

## 未來發展
早於香港科學館建館時，館方已預留了地方作為該館第二期的發展用途，現時作為停車場之用。第二期建築物面積為8,000平方米，預計耗資2億港元，正等待政府批准撥款。 而館方正計劃增設的永久展覽包括「鏡花緣」、「環保廊」及「安全健康科學廊」。「鏡花緣」曾在2002年展出，參照清朝著名小說《鏡花緣》，以鏡及光學為主題。「環保廊」由香港賽馬會贊助，介紹環保知識，展品包括模擬的水族館。「安全健康科學廊」則是由職業安全健康局協助設立，介紹職業安全常識。唯擴建工程一直未能成事。
到2014年4月，總館長薛雯透露，有五個展廳已列入更新計劃，原有生命科學廳當中3分1空間會翻新成「生物多樣性展廳」，位於3樓的「兒童天地」展廳更新工程料在2015年尾至2016年初相繼竣工，涉及1,800多萬元。
館方在2018年12月向立法會申請撥款，翻新另外三個展廳，包括將生命科學廳部分範圍改為古生物展廳，展示史前恐龍和海洋生物；一個介紹地震、海嘯等天文現象的地球科學廳；以及重整展出多年的交通廳、家居科技廳和食品科學廳，以至將電訊廊改為創科廊，料每個展廳需要2000萬元翻新。
2018年施政報告提出擴建香港科學館及香港歷史博物館的計劃，擬於科學館道和加連威老道交界（博物館私人停車場現址）增建1座附屬建築物，以及近漆咸道南的露天廣場另建兩座（其中近廣場樓梯的一座會連接舊有兩座博物館），同時美化現有博物館的立面。計劃由泰福畢建築設計諮詢擔任建築總顧問，康樂及文化事務署亦於2021年中聯同建築署舉辦「1+1設計比賽」，邀請香港建築師為擴建項目提供設計概念。
擬議附屬建築物位置

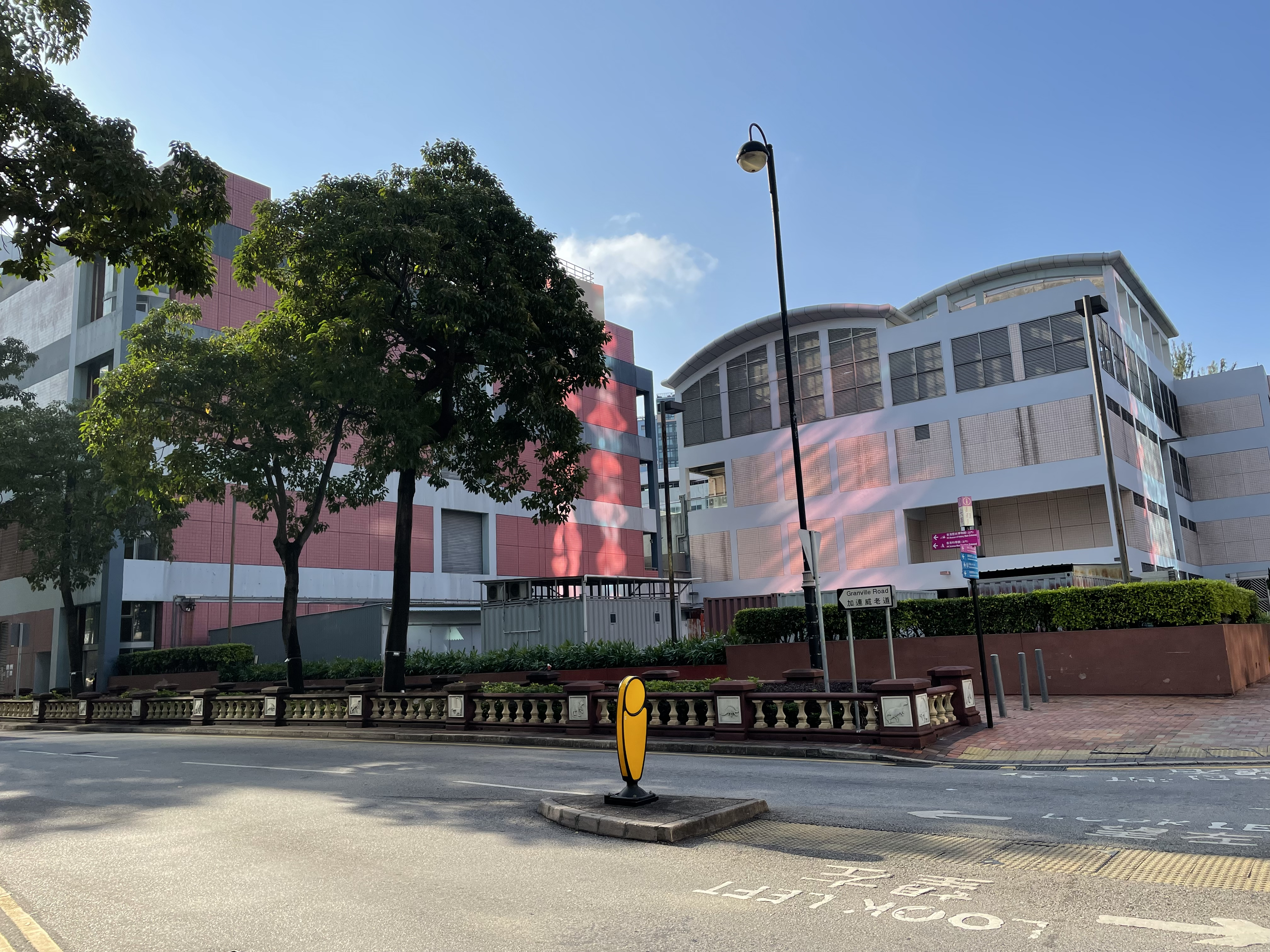
停車場：附屬樓1
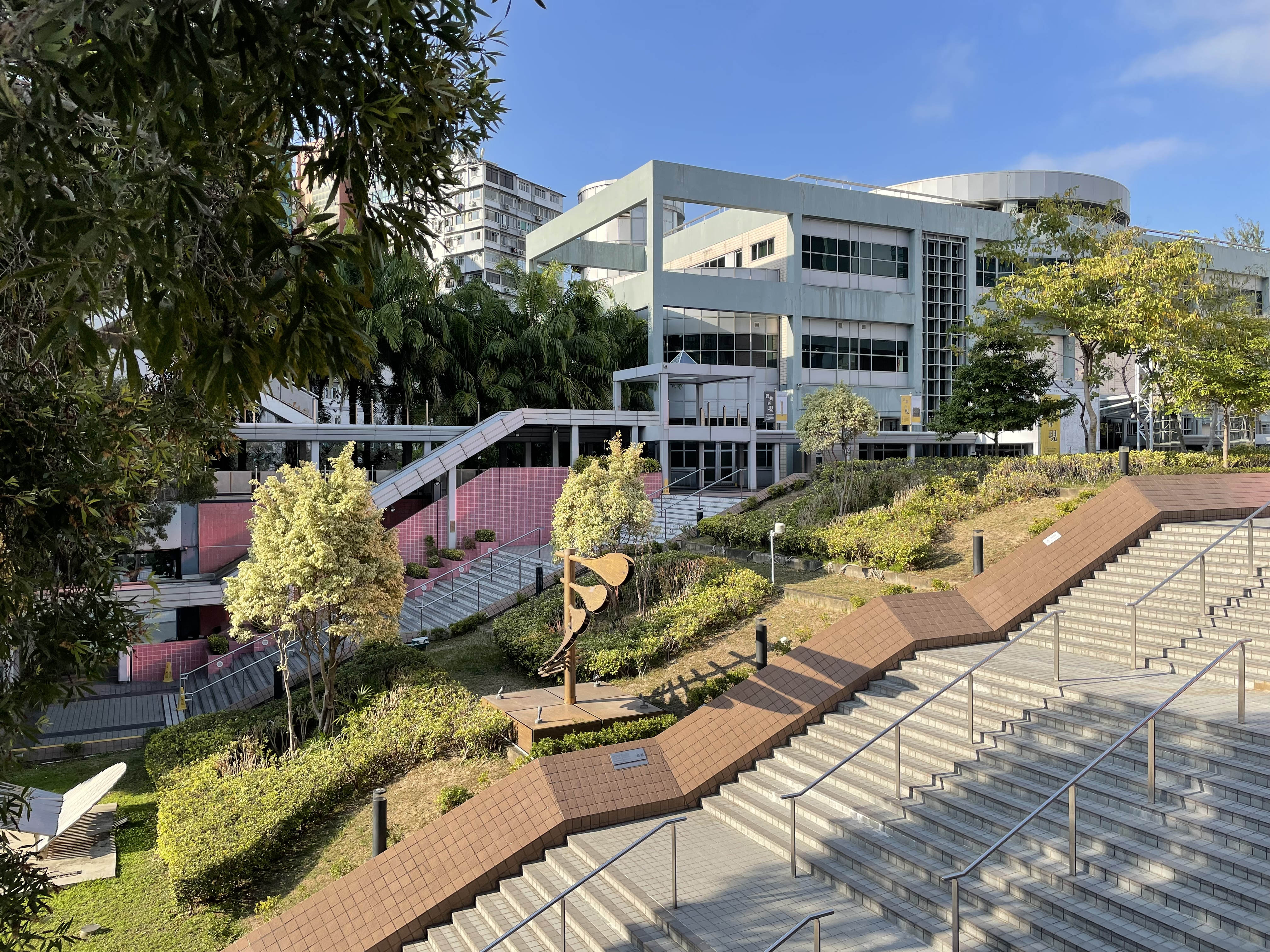
廣場樓梯：附屬樓2A
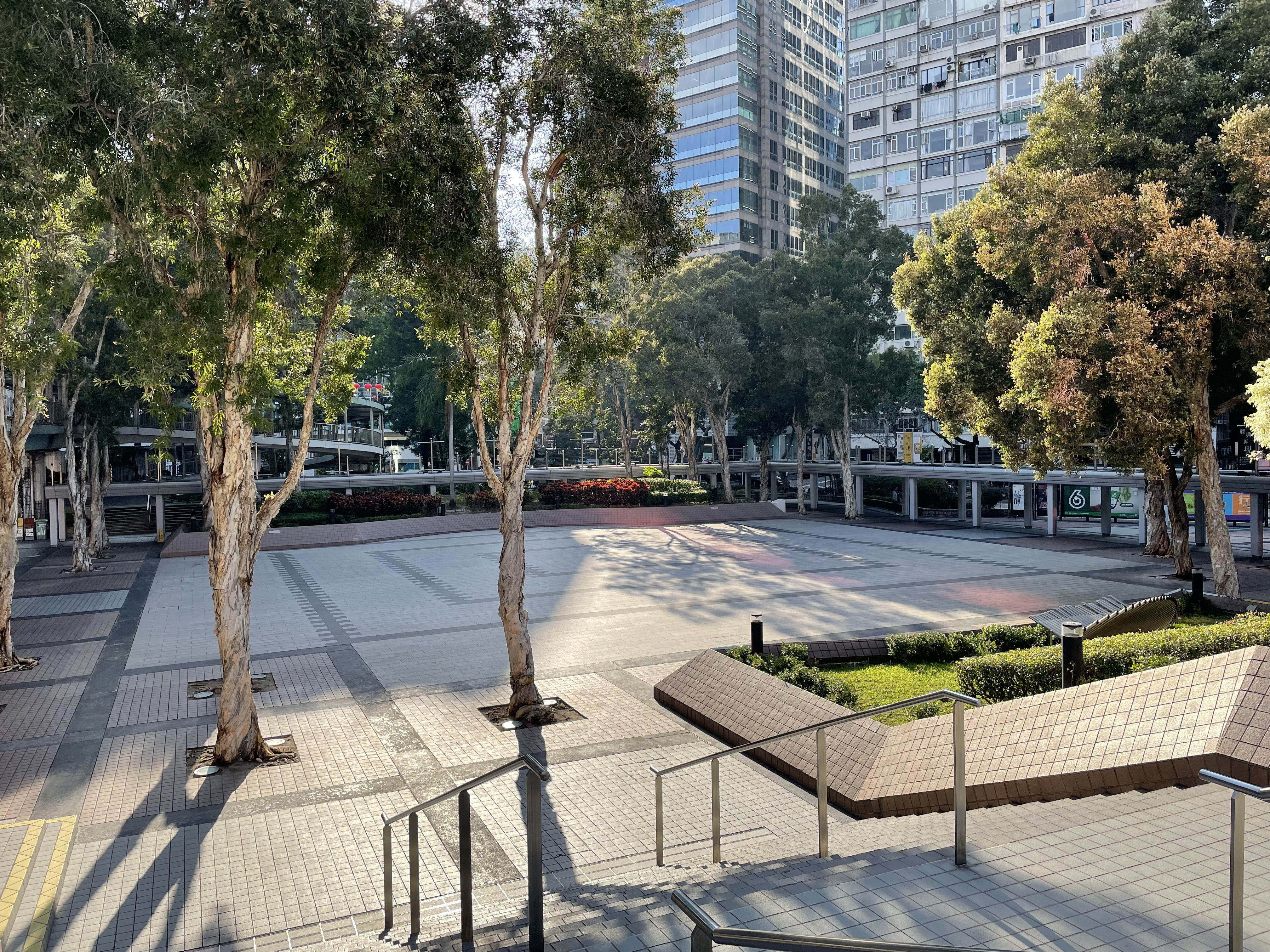
地面露天廣場：附屬樓2B

## 軼事
位於尖沙咀東的附近三條街道皆以香港科學館命名：

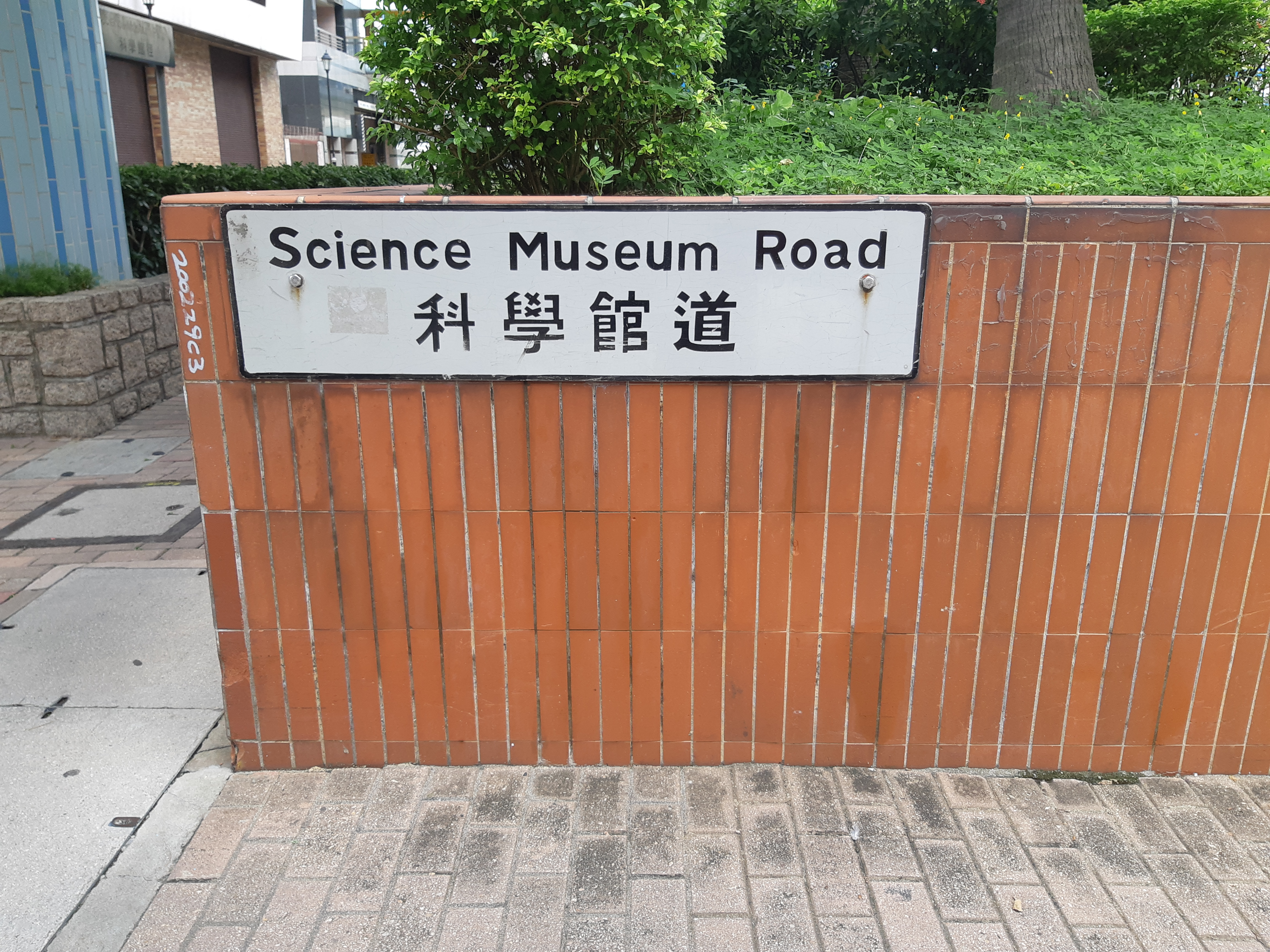
科學館道
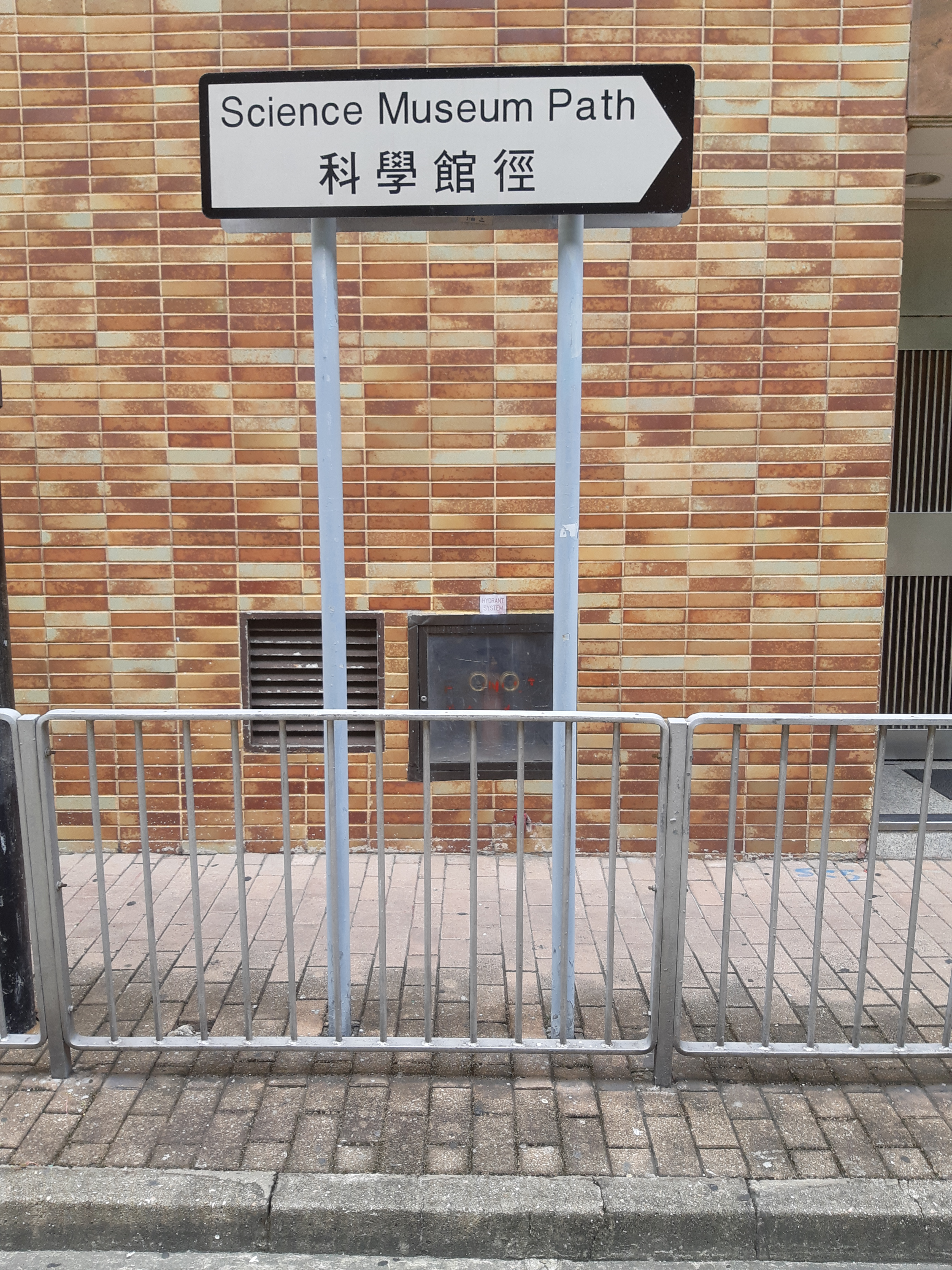
科學館徑
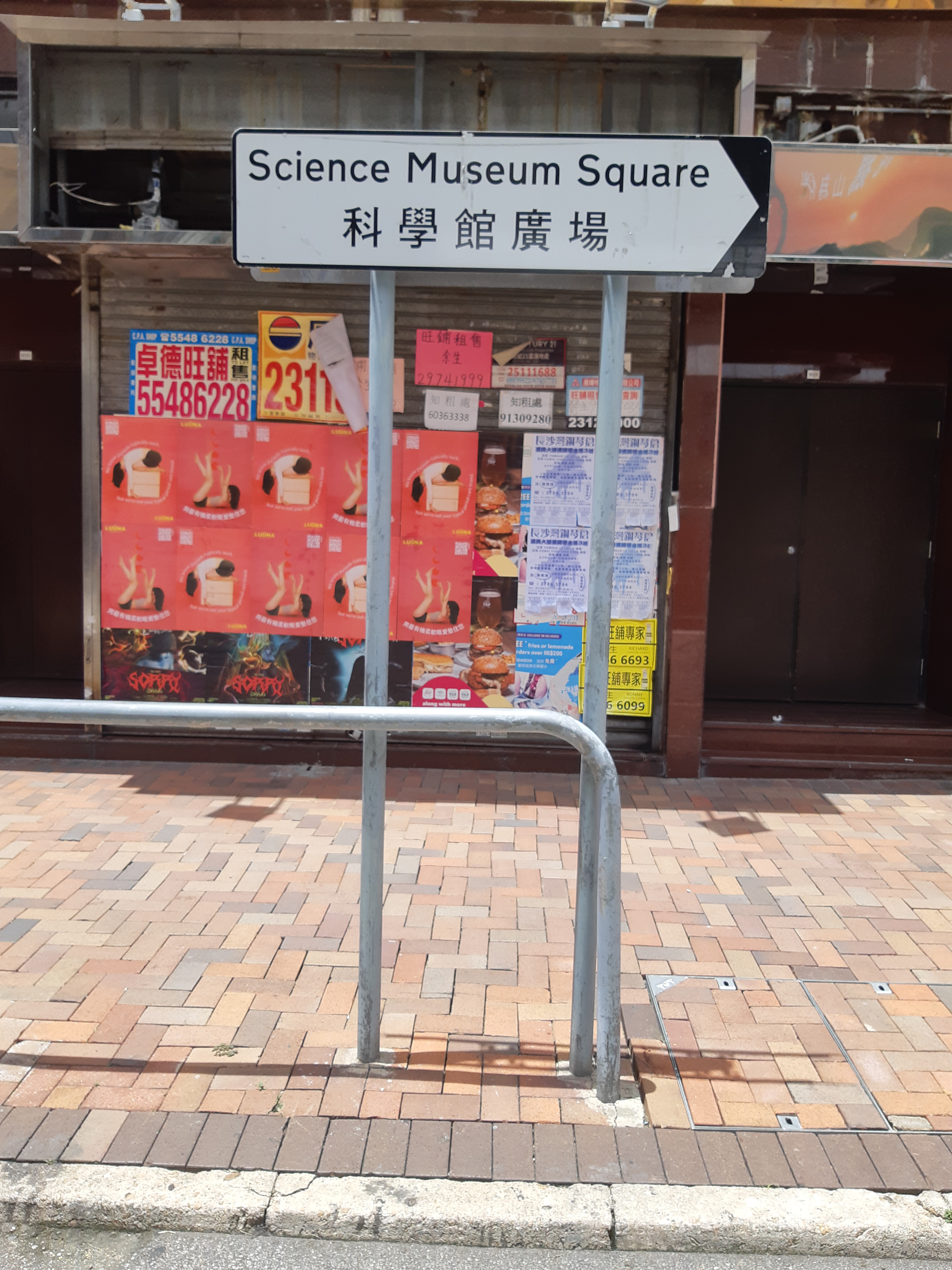
科學館廣場

## 開放時間
- 星期一、二、三及五：10:00-19:00
- 星期六、日及公眾假期：10:00-21:00
- 逢星期四（公眾假期除外）、農曆年初一及初二全日休館
- 聖誕前夕及農曆年除夕開放時間：10:00-17:00（適逢星期四除外，如2018年2月15日星期四，當天是農曆年除夕，但適逢星期四，故連同農曆年初一及初二，連休3天，而2月14日星期三則維持不變，10:00-19:00）
- 票務處於開館時同時開放，休館前1小時停止售票（如當天開至19:00則18:00停止售票）

## 入場費用
常設展覽廳入場費：
- 標準票：20元[32]
- 團體票：14元（20人或以上於同日參觀的團體之標準票特惠價）
- 優惠票：10元（適用於殘疾人士（及一名同行照料者）及60歲或以上高齡人士*）
- 由攜票的成人陪同參觀的4歲以下小童免費入場
- 全日制學生免費入場
- 逢星期三免費入場
- 2016年8月1日起，香港科學館常設展覽免費開放予全日制學生*[32]

## 外部連結
- 香港科學館官方網站 （页面存档备份，存于）
- 香港科學館的Facebook專頁